# 2019年のテレビドラマ (日本)
- 2019年のテレビ (日本) > 2019年のテレビドラマ (日本)

2019年のテレビドラマでは、2019年に日本国内で放送されたテレビドラマについてまとめる。

## 主な動向

### 1月
- 2日・3日 - NHK総合の恒例『正月時代劇』初の2夜連続且つ、門井慶喜（作家）作品初のテレビドラマ化となる『家康、江戸を建てる』を制作・放送（両日とも21時 - 22時13分）。出演は市村正親、佐々木蔵之介、柄本佑ら[1]。
- 2日 - TBS系で、2018年10月14日から12月23日まで「日曜劇場」枠で放送された阿部寛主演の『下町ロケット』の特別編を放送（21時 - 23時15分）。特別編放送は12月23日のドラマ終了直後に発表された[2]。
- 4日
  - NHK BSプレミアムにてこの日の20時 - 21時29分枠で『大岡越前スペシャル〜親子をつなぐ名裁き〜』を放送。主演は東山紀之が演じ、共演に西郷輝彦、松原智恵子、勝村政信ら[3]。
  - テレビ東京系「金曜8時のドラマ」枠で2度レギュラー放送され、さらに2017年1月には単発スペシャルとして放送された濱田岳・西田敏行ダブル主演の『釣りバカ日誌〜新米社員 浜崎伝助〜』の2019年スペシャル版『釣りバカ日誌〜新米社員 浜崎伝助〜瀬戸内海で大漁! 結婚式大パニック編』を放送（21時 - 23時18分）[4]。
- 5日 - テレビ朝日系で、歴史ドラマを古舘伊知郎（フリーアナウンサー・元同局アナウンサー）が忠実に実況する人気企画の第3弾『古舘トーキングヒストリー〜幕末最大の謎 坂本龍馬暗殺、完全実況〜』を放送（21時 - 23時10分）。ドラマ部分は渡辺大、橋本マナミらが出演。また解説を磯田道史（歴史学者）が担当した[5][6]。
- 6日
  - NHK
    - NHK大河ドラマ第58作となる、宮藤官九郎脚本による近代オリンピックを題材にした『いだてん〜東京オリムピック噺〜』を放送開始（ - 12月15日）[7]。主演は中村勘九郎（金栗四三役）と阿部サダヲ（田畑政治役）で、また大河ドラマとしては初の4K製作による作品となる[8]。
    - NHK BSプレミアム「プレミアムドラマ」にて、小池真理子の小説を原作とする『モンローが死んだ日』を放送開始。脚本は岡田惠和と渡邉真子が手掛け、出演は鈴木京香、草刈正雄ら（全4回、 - 1月27日）[9]。

  - フジテレビ系で、フジテレビ開局60周年特別ドラマとしてヴィクトル・ユーゴーの同名小説をリバイバル化した『レ・ミゼラブル 終わりなき旅路』を放送（21時 - 23時54分）。ディーン・フジオカと井浦新がダブル主演で、共演に山本美月、長谷川京子、奥田瑛二ら[10]。
  - 日本テレビ系「日曜ドラマ」1月期作品として、菅田将暉が教師役で主演する学園サスペンスドラマ『3年A組-今から皆さんは、人質です-』を放送開始（初回は22時から30分拡大で放送）。菅田が民放のゴールデン・プライム枠のドラマで主演するのはこれが初で、共演に永野芽郁ら（ - 3月10日）[11]。最終回の3月10日の平均視聴率は15.4%（ビデオリサーチ調べ。関東地区、世帯、リアルタイム）を記録し、2015年7月期に放送された『デスノート』の最終回の14.1%を上回り、同枠における各作品の最終回での最高視聴率を更新した[12]。
  - 【訃報】1967年に『エプロンおばさん』（日本テレビ）に出演し、1971年制作の特撮テレビドラマ『好き! すき!! 魔女先生』（朝日放送制作／TBS系[注 1]）ではナレーションを担当、1978年のNHK朝の連続テレビ小説『おていちゃん』に出演するなど、俳優としても活動した女優・声優の天地総子がこの日午後、塞栓性脳梗塞のため茨城県古河市内の病院で死去（78歳没）[13]。
- 7日 - フジテレビ系「月9」1月期作品として、錦戸亮（関ジャニ∞）主演の『トレース〜科捜研の男〜』を放送開始（初回は30分、第2回は15分拡大）。共演に「月9」初出演となる船越英一郎、前期（2018年10月期）作品『SUITS/スーツ』に続き2作連続となる新木優子ら（ - 3月18日）[14][15][16]。
- 8日
  - TBSと動画配信サービスParaviによる共同制作のスペシャルドラマとして、藤原竜也主演の『新しい王様』を放送開始。Season1（全8話）は8日から11日、14日から17日の23時56分 - 翌0時26分にTBS系で放送[17]。当初、Season2（全9話）はParaviでの独占配信であったが、地上波放送も後日行われることが追加発表された。
- 9日
  - 【訃報】1970年代に一世を風靡した刑事ドラマ『Gメン'75』（東京放送（現：TBSテレビ）・東映制作）では犯人役で幾度も出演するなど、個性俳優として数多くのテレビドラマ・映画に出演した俳優の冷泉公裕がこの日、心不全のため東京都港区の病院で死去（72歳没）[18]。
  - 日本テレビ系「水曜ドラマ」1月期作品として、北川景子主演で2016年7月期に放送された『家売るオンナ』の続編作品となる『家売るオンナの逆襲』を放送開始（初回は10分拡大）。共演は前作から引き続き工藤阿須加ら（ - 3月13日）[19]。
- 10日
  - テレビ朝日系「木曜ミステリー」1月期作品として、京都を舞台に沢村一樹が記憶喪失の刑事を演じる『刑事ゼロ』を放送開始（初回は20時から21時48分までの2時間スペシャルで放送。 - 3月14日）[20]。
  - フジテレビ系「木曜劇場」1月期作品として、竹内結子主演による『スキャンダル専門弁護士 QUEEN』を放送開始（初回は15分拡大[21]、 - 3月14日）。竹内が連続ドラマで主演を務めるのは2013年に日本テレビ系で放送された『ダンダリン 労働基準監督官』以来6年ぶりとなる[22]。共演に水川あさみ、斉藤由貴、中川大志、バカリズムら[21]。
  - 読売テレビ制作・日本テレビ系「木曜ドラマ」枠1月期作品として『人生が楽しくなる幸せの法則』（原作：山崎ケイ、- 3月14日）を放送開始。主演は夏菜で、共演に高橋メアリージュン、小林きな子ら[23]。なお当初は『ちょうどいいブスのススメ』のタイトルで放送予定だったが、同局は「視聴者の方々にドラマの内容をより理解していただくためにタイトルを変更した」とコメントした[24]。しかし一方でインターネット上などでタイトルに批判が出ていた[25]。
  - 【訃報】東宝専属俳優としてデビューし、殺陣師として1972年放送の『荒野の素浪人』（NET【現：テレビ朝日】系、第1シリーズ、三船プロダクション制作）や朝日放送制作の『必殺シリーズ』などの時代劇ドラマで殺陣（擬斗）を担当、また現代劇でも日本テレビ系『太陽にほえろ!』（東宝／国際放映制作）のアクションシーンの指導に携わるなどした殺陣師の宇仁貫三がこの日、肺がんのため死去（78歳没）[26]。
- 11日
  - NHK BSプレミアム「BS時代劇」にて、山本むつみオリジナル脚本による『小吉の女房』を制作・放送（全8回）（ - 3月1日）。主演は沢口靖子で、共演に古田新太ほか[27]。なお、NHK総合の「土曜時代ドラマ」枠にて2019年7月27日から9月21日まで毎週土曜18時5分 - 18時43分に地上波で放送された[28]。
  - TBS系「金曜ドラマ」1月期作品として、加藤実秋のシリーズ小説を原作とする刑事ドラマ『メゾン・ド・ポリス』を放送開始（初回は15分拡大）。主演は初の刑事役となる高畑充希で、共演に西島秀俊、小日向文世ら（ - 3月15日）[29]。
  - テレビ朝日系「金曜ナイトドラマ」1月期作品として、岡田結実と遠藤憲一のダブル主演によるコメディドラマ『私のおじさん〜WATAOJI〜』を放送開始。共演に城田優ら[30]（ - 3月8日）。
- 12日
  - （11日深夜） テレビ東京系「ドラマ24」1月期作品として、鈴木良雄作の漫画を原作とする『フルーツ宅配便』を放送開始。主演は濱田岳で、監督に白石和彌を迎えて制作する（ - 3月30日〈29日深夜〉）[31]。
  - BS日テレにて『BS笑点ドラマスペシャル 五代目三遊亭圓楽』を放送（19時 - 20時54分）。2017年10月放送の『桂歌丸』に続く『BS笑点ドラマスペシャル』第2弾となる同作は、『笑点』第5代司会者や俳優としても活躍し、2009年に死去した五代目三遊亭圓楽の生涯を谷原章介の主演で描いた[32]。
  - BSテレ東「土曜ドラマ9」1月期作品として、知念実希人原作、三浦貴大と安藤政信のダブル主演による『神酒クリニックで乾杯を』を放送開始（ - 3月30日）。共演に山下美月（乃木坂46）、栁俊太郎、板垣李光人ら（BSテレ東 4Kでも放送）[33]。
  - 【訃報】TBS系『赤い殺意』（1975年、花王 愛の劇場枠）やテレビ朝日系『家政婦は見た!シリーズ』、TBS系『バスガイド愛子シリーズ』、フジテレビ系『おばさんデカ 桜乙女の事件帖』といった主演作を始め、数々のテレビドラマや映画に出演した女優の市原悦子がこの日午後、心不全のため東京都内の病院で死去（82歳没）[34][35]。
- 13日
  - （12日深夜）テレビ大阪・BSテレ東「真夜中ドラマ」1月期作品として、元海上保安官・第38次南極観測隊員で「南極料理人」として知られる西村淳の原作を基にした『面白南極料理人』を開始。主人公の西村を浜野謙太が演じ、共演にマキタスポーツ、田中要次ら（ - 3月31日〈30日深夜〉[36]、BSテレ東 4Kでも放送[37]）。
  - TBS系「日曜劇場」1月期作品として、常盤貴子が弁護士役で主演の法律ドラマ『グッドワイフ』を放送開始（初回は25分、第2回は20分拡大）。常盤が同枠ドラマで主演するのは2000年1月期の『ビューティフルライフ』（木村拓哉とのダブル主演）以来約19年ぶりとなる（ - 3月17日）[38]。
- 14日 - テレビ東京系「金曜8時のドラマ」枠で3度レギュラー放送され、さらに2018年1月には単発スペシャルとして放送された北大路欣也・泉谷しげる・志賀廣太郎トリプル主演の『三匹のおっさん』のスペシャル版として『三匹のおっさんリターンズ! 平成ラストの大暴れ&悪党まとめて大成敗SP!』を放送（21時 - 23時08分）[39]。
- 15日 - TBS系 「火曜ドラマ」1月期作品として、持田あき作の漫画を原作とする恋愛ドラマ『初めて恋をした日に読む話』を放送開始。主演は深田恭子で、共演に永山絢斗、横浜流星、中村倫也ら（ - 3月19日）[40]。
- 17日
  - （16日深夜）テレビ東京でテレ東グループとParaviによる共同制作ドラマ枠「ドラマパラビ」1月期作品として、遠藤憲一主演の温泉を舞台としたドラマ『さすらい温泉♨遠藤憲一』を放送開始（ - 4月4日〈3日深夜〉）[41]。
  - テレビ朝日系「木曜ドラマ」1月期作品として、杉咲花が占い師に扮する『ハケン占い師アタル』を放送開始（初回は20分拡大。 - 3月14日）。また日本テレビ系水曜ドラマ『家政婦のミタ』などを手掛けた遊川和彦が脚本と同時に演出を初めて担当する[42]。共演に小澤征悦、志田未来、間宮祥太朗ら[43]。
- 17日 - 2月16日 - 12日に市原悦子が死去した（前述）ことを受け、地上波・BS各局が追悼企画を放送。
  - 17日 - 20日 - テレビ朝日では、『家政婦は見た!シリーズ』4作品を4日連続で放送[44]。このうち19日放送の『家政婦は見た!24 美貌の女帝とデパートの帝王 昼と夜二つの顔の秘密!』（20時54分 - 23時25分）及び20日放送の『家政婦は見た!25 美貌の女社長8000億の秘密!! 秋子に似た女の謎…』（21時 - 23時23分）については追悼特別番組としてテレビ朝日系全国ネットで放送[45]。
  - 19日 - フジテレビ（関東ローカル）では、2017年3月に放送された『さよなら!おばさんデカ 桜乙女の事件帖 ザ・ラスト』を放送（13時35分 - 15時25分）[44]。またBS-TBSでは2007年に放送された『楽園のライオン』（13時 - 14時54分）と2014年に放送された『弁護士高見沢響子12 観覧車の男』（15時 - 16時54分）の主演ドラマ2本を放送[46]。
  - 21日 - 2月7日、2月16日 - BSフジでは、『おばさんデカ 桜乙女の事件帖』全15シリーズを21日から2月7日までの平日17時からと2月16日13時から放送[47]。
- 18日
  - （17日深夜）テレビ東京系「木ドラ25」枠にて、渋谷直角作の漫画を原作とする『デザイナー 渋井直人の休日』を放送開始。主演は光石研で、光石はこれが自身初の連続ドラマ単独主演となる（BSテレ東・同4Kでも放送）（ - 4月5日〈4日深夜〉）[48]。
  - NHK総合「ドラマ10」枠にて、丹羽庭の漫画を原作とする『トクサツガガガ』を放送開始（全7回）（ - 3月1日）。主演は小芝風花が演じる[49]。
  - テレビ東京系「金曜8時のドラマ」1月期作品として、新宿を舞台に車椅子生活を送りながら難事件を解決していく北大路欣也主演の『記憶捜査〜新宿東署事件ファイル〜』を放送開始（初回は20時から21時48分までの拡大SPで放送。 - 3月1日）。共演に風間俊介、上白石萌音ら。同枠での刑事物作品は3作連続となる[50]。
- 19日
  - 日本テレビ系「土曜ドラマ」1月期作品として、坂口健太郎が冤罪に立ち向かう弁護士役で主演する『イノセンス 冤罪弁護士』を放送開始（初回は15分拡大）。共演に川口春奈、藤木直人ら（ - 3月23日）[51]。
  - テレビ朝日系「土曜ナイトドラマ」1月期作品として、青木琴美の少女漫画を原作とした『僕の初恋をキミに捧ぐ』を放送開始。主演は初共演となる野村周平と桜井日奈子で[52]、主題歌をディーン・フジオカが担当する[53]（ - 3月2日）。
- 21日 - テレビ東京系「ドラマBiz」第4弾として、西田征史脚本、真木よう子主演の『よつば銀行 原島浩美がモノ申す!〜この女に賭けろ〜』を放送開始（初回は15分拡大。 - 3月11日）[54]。なお、なお「ドラマBiz」の遅れネット局であるBSテレ東4Kでは、本作品から4K制作版にて放送開始。
- 22日
  - （21日深夜）日本テレビ火曜未明（月曜深夜）0時59分枠にて、大久保ヒロミの漫画を原作とする『節約ロック』を放送開始。主演は上田竜也（KAT-TUN）で、共演に重岡大毅（ジャニーズWEST）ら（ - 3月26日〈25日深夜〉）[55]。
  - 関西テレビ制作・フジテレビ系「火9」枠1月期作品として、遺産相続目当ての結婚詐欺をテーマとした黒川博行原作の小説『後妻業』を連続ドラマ化して放送開始（初回は15分拡大。 - 3月19日）。主演は木村佳乃で、共演に高橋克典、木村多江、伊原剛志ら[56]。
- 26日
  - NHK総合「土曜ドラマ」枠にて、2017年度本屋大賞を受賞した森絵都の小説を原作とする『みかづき』を制作・放送（全5回）。水橋文美江が脚本を手掛け、高橋一生と永作博美のダブル主演[57]（ - 2月23日）。
- 29日 - 【訃報】 1986年にフジテレビで相築彰子主演でテレビドラマ化されたこともある小説『桃尻娘』などで知られ、イラストレーターとしても『時間ですよ・昭和元年』（1974年 - 1975年、TBS）のオープニング・タイトルバックを手掛けたこともある小説家・イラストレーターの橋本治がこの日、東京都新宿区内の病院で肺炎のため死去（70歳没）[58]。

### 2月
- 2日 - 東海テレビ制作・フジテレビ系「オトナの土ドラ」枠にて、秋吉理香子の小説を原作とした『絶対正義』を放送開始。主演は山口紗弥加[59]（ - 3月24日〈日曜日[注 2]〉）。
- 3日
  - NHK BSプレミアム「プレミアムドラマ」にて、連続ドラマ『盤上のアルファ〜約束の将棋〜』（原作：塩田武士）をこの日より2月の日曜日の22時 - 22時49分枠にて全4回放送。主演は玉木宏で、共演に上地雄輔、近藤正臣、比嘉愛未、石橋蓮司ら[60]（ - 2月24日）。
  - テレビ朝日系『日曜プライム』（21時 - 23時05分）で松本清張原作の『疑惑』を米倉涼子と黒木華の主演で放送[61]。また、津川雅彦（2018年8月4日没、享年78）の最後の出演作品となった[61][62][63]。
- 5日 - 【鹿児島県】鹿児島テレビ放送（KTS、フジテレビ系列）は、開局50周年を記念し、薩摩藩士・前田正名を描いたドラマスペシャル「前田正名〜龍馬が託した男〜」を放送（20時 - 20時55分）。主演は、鹿児島県出身の迫田孝也[64]。鹿児島でのローカル放送の後、九州各地や北海道文化放送（UHB）など他のフジテレビ系列局、BSフジ、さらに系列外のテレビ山梨（UTY、TBS系）でも放送された[65]。
- 6日 - NHK BSプレミアムにて、長崎県島原市を舞台とする長崎発地域ドラマ『かんざらしに恋して』を21時より放送。主演は貫地谷しほりと遠藤憲一で、共演に樫山文枝、長濱ねる（欅坂46）ら[66][67]。
- 8日
  - 【訃報】経済小説や歴史小説を中心に著作活動を行い、1982年度のNHK大河ドラマ『峠の群像』の原作者として知られる小説家で元通商産業省官僚の堺屋太一がこの日、多臓器不全のため死去（83歳没）[68]。
  - BS朝日・BS朝日4Kにて4K制作の時代劇『4K大型時代劇スペシャル 紀州藩主 徳川吉宗』を、この日の19時 - 21時54分に放送。脚本は長谷部幕臣王が手掛け、主役の徳川吉宗は山本耕史が演じ、共演に渡辺大、渡辺麻友、宮崎美子ら[69]。
- 9日 - 【訃報】1960年代後半から1970年代前半にかけて一世を風靡したTBS・東映制作のアクションドラマ『キイハンター』にて演出と主題歌（『非情のライセンス』／歌唱：野際陽子（2017年没））の作詩を手掛け、他にも『Gメン'75』（TBS・東映）の構成を手掛けるなど、テレビドラマの世界でも活動した映画監督の佐藤純彌がこの日、多臓器不全のため東京都内の自宅で死去（86歳没）[70]。
- 17日
  - 【特撮】テレビ朝日系日曜9時30分枠、東映製作の老舗特撮シリーズ『スーパー戦隊シリーズ』の初のテレビ特番として、『4週連続スペシャル スーパー戦隊最強バトル!!』を放送[71][72]（ - 3月10日）。
  - 【訃報】NHK総合『喧嘩太郎』（1959年）やTBS系『ふぞろいの林檎たち』（1983年）など数々のテレビドラマに出演した女優の佐々木すみ江がこの日昼前、自宅で突然倒れ東京都内の病院に搬送されたが肺炎のため死去（90歳没）[73]。逝去は2日後の2月19日に判明した[74][75]。
- 19日（18日深夜） - TBS系にてスペシャルドラマ『新しい王様』Season2の地上波放送が毎週火曜1時58分 - 2時28分（月曜深夜）に放送開始。当初、Season2はParaviでの独占配信だったが、山口雅俊監督が地上波向けに手を加えての放送となる[76]。
- 21日 - テレビ朝日系木曜ドラマ『ハケン占い師アタル』（第6話）の放映中に北海道胆振東部地震の余震と見られる北海道胆振地方の地震が発生し、途中で報道センターから緊急ニュースを挿入するなどして混乱した。このため『アタル』（第6話）について、同系各局にて翌週28日の午後枠にてそれぞれ再放送するなどの措置を執った[77]。
- 22日
  - 読売テレビが開局60周年記念スペシャルドラマとして『約束のステージ 〜時を駆けるふたりの歌〜』を製作し日本テレビ系で放送（21時 - 22時54分）。無名時代の五木ひろし[注 3]や八代亜紀らを再デビューさせたことで知られ、1970年代に一時代を築いた同局製作の音楽番組『全日本歌謡選手権』をモチーフとしてふたりの少女が歌手デビューを目指す物語を徳永友一の脚本及び佐々部清の演出、土屋太鳳と百田夏菜子（ももいろクローバーZ）の二人の主演で描く[78][79]。
  - 【訃報】上方落語の最長老落語家であり、俳優としても『藤沢周平の人情しぐれ町』（2001年、NHK）などの作品にも出演した経歴がある落語家の笑福亭松之助がこの日未明、兵庫県西宮市内の病院で老衰のため死去（93歳没）[80][81]。
- 23日 -【福岡県】九州朝日放送（KBC・テレビ朝日系列）が制作協力している連続ドラマで、インターネット配信業者AbemaTV制作の「1ページの恋」を放送開始。主演に橋本環奈、友人役に大野いと（両者とも福岡出身）。共演に板垣瑞生、濱田龍臣、古川雄輝ら[82][83]。
- 25日 -【動画配信・DVD】日本テレビ社長の大久保好男の2月定例記者会見の席にて、2018年10月期に「日曜ドラマ」枠で放送された『今日から俺は!!』について、「本作品の第9話に於いて（先日刑事事件で逮捕された）俳優のAがゲスト出演しているため、Huluでの配信分及び番組DVDでの当該人物の出演場面について、やべきょうすけを代役に立てて撮り直した」ことがこの日、同社編成局長の福田博之から明らかにされた[84]。

### 3月
- 3日 - NHK BSプレミアム「プレミアムドラマ」にて、奥田英朗の人気短編小説集をドラマ化し、佐藤仁美が"一人4役"をこなすオムニバスドラマ『我が家のヒミツ』を放送開始（全5回、 - 3月31日）。佐藤が連続ドラマで主演を務めるのは同作が初[85]。
- 8日（7日深夜） - 関西テレビは、去る2月22日に老衰のため93歳で死去した落語家・笑福亭松之助（2月22日の出来事参照）の追悼企画として、2010年11月21日に単発で放送された『その街の今は』（中村ゆり主演。0時26分 - 、関西ローカル）を再放送[86]。
- 10日 - 朝日放送テレビ・テレビ朝日の共同制作により、テレビ朝日系で、東山紀之主演の『必殺仕事人2019』を『日曜プライム』枠外で放送（21時 - 23時05分）。今回は新たに姑の妹役としてキムラ緑子が加わる他、1月12日に死去した市原悦子のオープニングナレーションも引き続き使用された[87]。さらに西田敏行が悪徳商人役で必殺シリーズに初出演した[88]。
- 17日
  - 【特撮】テレビ朝日系日曜9時30分枠、東映製作の老舗特撮シリーズ『スーパー戦隊シリーズ』第43作目として、『騎士竜戦隊リュウソウジャー』を放送開始[89][90]（ - 2020年3月1日）。
  - 【訃報】ロックミュージシャンとして活動し、俳優としても『スターライト・キッズ 新・北斗七星伝説』（1988年、TBSテレビ）などにも出演経験がある歌手の内田裕也がこの日、肺炎のため東京都内の病院で死去（79歳没）[91][92]。
- 18日 - 【訃報】1972年NHK大河ドラマ『新・平家物語』での新宮十郎行家役を始め、数々のテレビドラマ・映画に出演、名脇役として存在感を示していた俳優の織本順吉がこの日、老衰のため入院先の栃木県那須塩原市の病院で死去（92歳没）[93]。
- 18日 - 22日 - 【北海道】北海道テレビ放送（HTB、テレビ朝日系）にて、佐々木倫子の漫画を原作とした『チャンネルはそのまま!』が、作品の舞台のモデルとなった同局が開局50周年記念ドラマとして制作し、芳根京子主演で北海道ローカルで5夜連続放送（放送時間は18・19・21日は23時20分、20日は23時35分、22日は23時15分から各55分間）[94]。総監督を本広克行が務め、同局制作の人気番組『水曜どうでしょう』を手がけた藤村忠寿と嬉野雅道もそれぞれ監督とプロデューサーとして参加、撮影も昨年9月に運用を開始した札幌市中央区北1条の新社屋及び豊平区南平岸の旧社屋などを使って行われた[95][96]。同ドラマ放送に伴い、通常は同時ネットしている『ネオバラエティ』及び22日の『どん底どっこいしょ』については同局のみ55分繰り下げて放送となった[94]。
- 19日（18日深夜） - 23日（22日深夜） - TBSテレビにて、木村文乃・松田翔太主演の『SICK'S 恕乃抄 〜内閣情報調査室特務事項専従係事件簿〜』を5夜連続放送（0時58分 - 1時38分、23日のみ0時50分 - 1時30分）。2018年に動画配信サービスParaviで配信されたものを地上波放送向けに再編集した[97]。
- 23日・24日 - テレビ東京系にて、山崎豊子（小説家）が1980年代に発表した小説『二つの祖国』[注 4]を原作とする『二つの祖国』を二夜連続で放送（放送時間は両日共に21:00 - 23:24）。本作では脚本を長谷川康夫、演出をタカハタ秀太が担当し、主人公の天羽賢治を小栗旬が、主人公の友人かつ好敵手のチャーリー田宮をムロツヨシがそれぞれ演じる[注 5][98]。
- 25日 - TBS系で1982年4月開始の『ザ・サスペンス』以来、37年間に亘り番組題名及び放送枠を変更しながらも継続してきた月曜夜の2時間ドラマ枠『月曜名作劇場』が終了。これにより東京民放キー局の2時間ドラマレギュラー枠はすべて消滅した。なお「十津川警部シリーズ」や「浅見光彦シリーズ」など、人気作品シリーズについては今後も単発スペシャルとして継続する予定[99]。
- 25日 - 28日 - 2017年度上期連続テレビ小説として放送された『ひよっこ』の続編となる『ひよっこ2』をNHK総合にて4夜連続（19時30分 - 20時、全4回〈各回30分〉）放送。前作同様に岡田惠和が脚本を担当し、有村架純が主演を演じる[100]。
- 26日
  - 【訃報】1967年にザ・テンプターズのメインボーカルとしてデビューし、俳優として『太陽にほえろ!』（日本テレビ系、1972年）、『風の中のあいつ』（TBS系、1973年）など数々のテレビドラマに出演した萩原健一がこの日、消化管間質腫瘍のため死去（68歳没）[101]。
  - 関西テレビは、同局の開局60周年特別ドラマとして戦時中の大阪を舞台とした『僕が笑うと』を制作しフジテレビ系全国ネットで放送（21時30分 - 23時18分）。20th Centuryの井ノ原快彦と上戸彩が主演を務め、共演に飯豊まりえ、坂井真紀、吉行和子ら[102]。
- 28日 - フジテレビ系で、フジテレビ開局60周年ドラマとして松本清張原作の『砂の器』をドラマ化し放送（19時57分 - 22時54分）。主人公のベテラン刑事・今西役に東山紀之、犯人の天才作曲家・和賀役に中島健人（Sexy Zone）が出演する[103]。
- 30日 - NHK BS8Kおよび総合テレビにて、小説家のカズオ・イシグロの出世作を8K技術で映像化したスペシャルドラマ『浮世の画家』を放送。主演は渡辺謙が演じる[104]。
- 30日・31日 - テレビ朝日系にて、スペシャルドラマとして『名探偵・明智小五郎』（原作：江戸川乱歩）を製作し、二夜連続放送。主役の明智小五郎を西島秀俊が演じ、共演に石田ゆり子、伊藤淳史、香川照之、岸井ゆきのら[105]。
- 30日 - 9月21日 - 【広島県】中国放送（RCC、TBS系）で、同局開局60周年記念として野球中継早終了後限定で放送されるドラマ『恋より好きじゃ、ダメですか?』を制作（全12回）。主演は高田夏帆が務め、主題歌は広島県出身のPerfumeが担当した[106][107]。

### 4月
- 1日
  - NHK連続テレビ小説第100作となる、広瀬すずがヒロイン役を務める『なつぞら』（脚本：大森寿美男）を制作・放送（ - 9月28日）。同作では北海道を舞台に、日本のアニメ草創期を支えたアニメーターのヒロイン「奥原なつ」を中心に描く。2018年4月26日に『十勝編』の配役の一部が発表され、主人公の兄を岡田将生が演じ、また小林綾子[注 6]、松嶋菜々子[注 7]といった過去の朝の連続テレビ小説でヒロインを演じた経験者も出演する[108]。また本作のナレーションを内村光良（タレント）が担当した[109]。
  - サンテレビジョン（兵庫県、独立局）が1969年の開局以来初めて連続ドラマを制作。第1弾としてタレント・女優の鳥居みゆき主演による『元町ロックンロールスウィンドル』を月曜23時30分枠で放送（TOKYO MX1でも遅れネットで放送。 - 6月24日）。鳥居が連続ドラマに出演するのは2011年1月期に日本テレビなどで放送された『臨死!!江古田ちゃん』以来8年ぶり[110]。
- 4日 - 読売テレビ制作・日本テレビ系「木曜ドラマ」枠4月期作品として『向かいのバズる家族』を放送開始（ - 6月6日）。主演は内田理央[111]。
- 5日 - NHK総合では、萩原健一（俳優、3月26日死去）を偲んでこの日放送の『あの日 あのとき あの番組』（14時5分 - 14時36分）にて、萩原が2018年に出演したNHKドラマ『不惑のスクラム』の中から1話を選んで放送した[112]。
- 6日
  - （5日深夜） テレビ東京系「ドラマ24」4月期作品として、よしながふみ作の漫画を原作とする『きのう何食べた?』を放送開始（ - 6月29日）。主演は西島秀俊と内野聖陽で、監督に白石和彌を迎えて制作する[113]。
  - 東海テレビ制作・フジテレビ系「オトナの土ドラ」枠において、寺山マル原作の漫画『ミラー・ツインズ』をドラマ化し放送開始。なお同作は東海テレビとWOWOWとの共同制作作品であり、オトナの土ドラではシーズン1として5月25日まで放送。その後6月8日からWOWOW「ドラマW」として土曜22時枠でシーズン2を放送した[114][115]。
  - BSテレ東・BSテレ東4K「土曜ドラマ9」4月期作品として、和田正人と松尾諭のダブル主演による十返舎一九原案の『やじ×きた 元祖・東海道中膝栗毛』を放送開始（ - 6月22日）[116]。
- 7日
  - NHK BSプレミアムで、原田泰造（ネプチューン）主演で2017年9月に放送した『全力失踪』の続編作品となる『大全力失踪』を制作し放送開始（22時 - 22時49分、- 4月28日、全4回）[117]。共演に緒川たまき、優希美青ら[118]。
  - 朝日放送テレビ制作・テレビ朝日をはじめとする同系列局の一部で放送の「ドラマL」枠の4月期作品として『神ちゅーんず 〜鳴らせ!DTM女子〜』を制作・放送開始。主演はアイドルグループの私立恵比寿中学が演じ、劇伴音楽のプロデュースを川谷絵音（ゲスの極み乙女。）が担当した（ - 6月9日）[119]。
  - 【特撮】テレビ東京系日曜9時枠で、女児向け特撮ドラマの第三弾作品となる『ひみつ×戦士 ファントミラージュ!』を放送開始（ - 2020年6月28日[注 8]）。三池崇史が総監督を務め、出演は斎藤工、関口メンディーら[120][121]。
- 8日 - テレビ朝日系では、テレビ朝日開局60周年[注 9]記念番組として『帯ドラマ劇場』（おびドラマシアター）枠の第2期（毎週月 - 金曜12時30分 - 12時50分）を開始し、同枠にて『やすらぎの刻〜道』（倉本聰脚本）を制作・放送（ - 2020年3月27日）。同枠の第1期で放送された『やすらぎの郷』（2017年4 - 9月）の関連作品である。同枠の第1期と同様に、BS朝日でも4月9日から、毎週月 - 金曜7時40分 - 8時に地上波から1放送日遅れで放送する。放送期間は1年間で、主演は清野菜名が演じる[122]。なお当初は八千草薫もヒロイン役で出演予定だったが、2月8日に体調不良[注 10]のため降板し代役を風吹ジュンが務めることがテレビ朝日から発表された[124][125]。さらに柳生博が1999年7月期にテレビ東京系で放送された『田舎で暮らそうよ』以来、実に20年ぶりに連続ドラマに出演する。柳生の登場は11月から開始される平成編となる[126]。
- 8日
  - フジテレビ系「月9」4月期作品として、同名漫画をドラマ化した『ラジエーションハウス』を放送開始（ - 6月17日）。窪田正孝が放射線技師に、本田翼が女性放射線科医に扮する[127]。
  - 【訃報】白衣姿に黒板などを使った「お色気医療漫談」で人気を博し、また1981年にNHKで放送された『夢千代日記』に医者役で出演するなど俳優としても活動した漫談家のケーシー高峰がこの日午後、肺気腫のため福島県いわき市内の病院で死去（85歳没）[128]。
- 9日（8日深夜）- 日本テレビは9日未明（8日深夜）の『映画天国』（1時59分 - 3時59分、関東ローカル）枠にて、3月26日に死去した萩原健一（俳優）を偲んで、萩原と水谷豊のコンビで一世を風靡したテレビドラマ『傷だらけの天使』（1974年）の第1話と最終話の2本を放送[129][130]。
- 10日
  - テレビ朝日系水曜21時刑事ドラマ枠で、井ノ原快彦主演で昨年4月期に放送された『特捜9』の続編となる『特捜9 season2』を放送開始（ - 6月26日）。またレギュラー放送開始に先駆け、4月7日にはスペシャルを放送。名取裕子が警視監役でゲスト出演。共演に伊東四朗、里見浩太朗ら[131]。
  - 日本テレビ系「水曜ドラマ」4月期作品として、『白衣の戦士!』を放送（ - 6月19日）。中条あやみと水川あさみのダブル主演[132]。
- 11日
  - （10日深夜）テレビ東京系でテレ東グループとParaviによる共同制作ドラマ枠「ドラマパラビ」4月期作品として、月島冬二の漫画を原作とした『癒されたい男』を鈴木浩介主演でドラマ化（ - 6月27日〈26日深夜〉）[133]。
  - テレビ朝日系「木曜ドラマ」4月期作品として、同枠で2014年1月期と2017年4月にレギュラー放送され、さらに2015年9月にはスペシャル版が放送された井上由美子脚本、天海祐希主演の『緊急取調室』第3シーズンを放送（ - 6月20日）。天海が連続ドラマで主演を務めるのは2年ぶり[134]。
  - フジテレビ系「木曜劇場」4月期作品として、誉田哲也の小説「姫川玲子シリーズ」を原作とし、二階堂ふみと亀梨和也（KAT-TUN）のダブル主演による『ストロベリーナイト・サーガ』を放送（ - 6月20日）。二階堂は連ドラ初主演。共演に江口洋介ら[135]。
- 12日
  - （11日深夜）テレビ東京系「木ドラ25」4月期作品として『電影少女 -VIDEO GIRL MAI 2019-』を放送開始。主演は山下美月（乃木坂46）と萩原利久の2名が務める[136]。
  - TBS系「金曜ドラマ」4月期作品として、朱戸アオの漫画を原作とした『インハンド』を山下智久主演でドラマ化、放送開始（ - 6月21日）[137]。また共演者として、山下を支える助手を濱田岳、調査依頼者を菜々緒がそれぞれ演じる[138]。
- 13日 - テレビ朝日系「土曜ナイトドラマ」4月期作品として、『東京独身男子』を放送。キャストは高橋一生、斎藤工、滝藤賢一のトリプル主演で送る（ - 6月8日）[139]。
- 14日
  - （13日深夜）BSテレ東・BSテレ東4K に放送の「真夜中ドラマ」4月期作品として、2007年から2008年にかけて週刊漫画サンデー（実業之日本社）に連載されていた『歌舞伎町弁護人 凜花』（原作：松田康志、作画：花小路ゆみ）をドラマ化、放送開始（ - 7月7日）。主演には朝倉あきが起用される[140]。
  - 日本テレビ系「日曜ドラマ」4・7月期作品として、原田知世、田中圭主演の『あなたの番です』を放送（2クール、 - 9月8日）。なお9月8日の最終回の平均視聴率は19.4%（ビデオリサーチ調べ。関東地区、世帯・リアルタイム）を記録し、本年1月期放送の『3年A組-今から皆さんは、人質です-』の15.4%を大幅に上回り、同枠における各作品の最終回の最高視聴率をさらに更新した[141]。→1月6日の出来事も参照
- 15日 - テレビ東京系「ドラマBiz」4月期作品として、真山仁の原作で倒産危機にある町工場の再生を題材にした『スパイラル〜町工場の奇跡〜』を玉木宏の主演で放送（ - 6月3日）。玉木がテレビ東京の連続ドラマで主演を務めるのは初[142]。
- 16日
  - 関西テレビ制作・フジテレビ系「火9」枠4月期作品として、有賀リエ原作の日本の漫画『パーフェクトワールド』を連続ドラマ化して放送開始（初回は20分拡大。 - 6月25日）。主演は松坂桃李で、他に山本美月、瀬戸康史、松重豊らが出演する[143]。
  - TBS系「火曜ドラマ」4月期作品として、朱野帰子の小説を原作に、ウェブ制作会社を舞台に吉高由里子が独身OL役を演ずる『わたし、定時で帰ります。』をドラマ化し放送（ - 6月25日、当初は18日に最終回を放送する予定だったが、放送中の22時22分頃に山形県沖で発生した地震により『NEWS23』を前倒しする形で臨時のJNN報道特別番組に差し替わった為に急遽取り止め、一週間遅れで改めて放送される形となった。）。共演に向井理、内田有紀、ユースケ・サンタマリアら[144]。
  - 【訃報】声優として数々のテレビアニメ作品や外国映画のアテレコ（吹き替え）を担当し、俳優としても『事件記者』（NHK総合／1963年）や『独眼竜政宗』（NHK／1987年）にも出演し、NHK連続テレビ小説『あしたこそ』（1968年）などのナレーションも務めた声優・俳優の川久保潔がこの日、肺がんのため死去（89歳没）[145]。
- 17日 - 【訃報】1973年から1976年にかけて萬屋錦之介主演によりユニオン映画製作・日本テレビ系にて放送された連続テレビ時代劇映画『子連れ狼』の原作者である著作家の小池一夫（旧筆名：小池一雄）がこの日、肺炎のため死去（82歳没）[146]。
- 18日
  - テレビ朝日系「木曜ミステリー」枠で、沢口靖子主演の人気シリーズ『科捜研の女』が放送開始20周年、及びテレビ朝日開局60周年記念企画として、この日から1年間通年放送を行う（ - 2020年3月19日、最終回は21時48分までの2時間スペシャル）。通年放送はシリーズ史上初で、またテレビ朝日系のプライム帯ドラマとしても1998年11月から1999年9月に放送された『暴れん坊将軍』以来20年ぶりとなる[147]。
  - 【訃報】フジテレビ系ドラマ『昼顔〜平日午後3時の恋人たち〜』（2014年）の主題歌として使用され、一青窈がカヴァー歌唱した「他人の関係」（オリジナル歌手：金井克子）の作詞者である有馬三恵子（作詞家）がこの日、心筋梗塞のため死去（83歳没）[148]。
- 19日
  - テレビ東京系にて「金曜8時のドラマ」枠でレギュラー放送された執事 西園寺の名推理の続編である執事 西園寺の名推理2を放送開始（ - 6月14日）[149]。
  - NHK総合「ドラマ10」枠にて、イギリス・BBCで2008年から2010年に放送され各国でリメイクされた人気ドラマシリーズ『ミストレス 愛人たちの秘密の日本リメイク版で、『ミストレス〜女たちの秘密〜』を放送開始（全10回）（ - 6月21日）。主演は長谷川京子が演じる[150]。
  - テレビ朝日系「金曜ナイトドラマ」4月期作品として、同枠で2016年10月期及び2018年4月期に放送された松岡昌宏（TOKIO）主演の『家政夫のミタゾノ』の第三弾を放送開始。今回は伊野尾慧（Hey! Say! JUMP）と川栄李奈との共演でおくる（ - 6月7日）[151]。
- 20日 - 日本テレビ系「土曜ドラマ」4月期作品として、古田新太が教師役で主演する異色学園ドラマ『俺のスカート、どこ行った?』を放送開始（ - 6月22日）[152]。
- 21日 - TBS系にて「日曜劇場」4月期作品として、江波戸哲夫の小説を原作に、廃店が決定した銀行の支店を舞台とした『集団左遷!!』を放送開始（初回は25分拡大・第2話は15分拡大、 - 6月23日。福山雅治、香川照之らが出演[153]。福山が日曜劇場枠に出演するのは初めてであり、また連続ドラマに出演するのは2016年4月期にフジテレビ系「月9」枠で放送された『ラヴソング』以来3年ぶりとなる[154]。
- 23日（22日深夜） - 日本テレビ「シンドラ」枠にてこの日より『頭に来てもアホとは戦うな!』（原案：田中耕太郎）を放送開始。主演は知念侑李（Hey! Say! JUMP）が演じる（ - 6月25日）[155]。
- 28日 - 【視聴率】この日NHK総合で放送された大河ドラマ『いだてん〜東京オリムピック噺〜』の第16話の視聴率が、大河ドラマ史上最低となる7.1%（ビデオリサーチ調べ、関東地区。世帯・リアルタイム）を記録したことが5月7日に判明。これまでの最低は2012年11月18日に放送された『平清盛』の7.3%で、それを0.2ポイント下回った[156]。

### 5月
- 5日 - NHK BSプレミアム「プレミアムドラマ」（日曜 22時 - 22時49分）枠の5月作品にて『おしい刑事』を放送（ - 5月26日、全4回）。主演は風間俊介が演じる[157]。なお、NHK BS4Kにて2019年5月1日から5月22日まで水曜15時 - 15時50分に先行放送。
- 10日 - NHK BSプレミアム「BS時代劇」枠にて、『大富豪同心』を放送開始（ - 7月12日、全10回）[158]。なお、NHK BS4Kにて2019年5月8日から7月10日まで 水曜18時 - 18時45分に先行放送。
- 12日 - 【訃報】昭和戦後期を代表する映画スターとして知られ、テレビドラマでは『家路〜ママ・ドント・クライ』（1979年、TBS）などに出演した女優の京マチ子がこの日に心不全のため死去（95歳）[159]。
- 15日
  - 【訃報】『青い山脈』を始めとする東宝映画に出演するなど昭和戦後期を代表する青春映画スターとして知られ、テレビドラマでは『気になる嫁さん』（1971年 - 1972年、日本テレビ）に出演した女優の杉葉子がこの日、結腸癌のため死去（90歳没）[160]。
  - 【経営問題】テレビ東京系「金曜8時のドラマ」枠で放送された『三匹のおっさん』やTBS系「火曜ドラマ」枠で2016年10月期に放送された『逃げるは恥だが役に立つ』等、多数のドラマ制作を手掛けた映像制作プロダクションのイメージフィールドが東京地方裁判所に民事再生法の適用を申請。負債総額は約10億円に上る[161]。
- 18日 - フジテレビの「月9」枠で2018年4月期に放送された『コンフィデンスマンJP』が、スペシャルドラマ『コンフィデンスマンJP 運勢編』として土曜プレミアム枠にて放送。本作では前作同様に古沢良太が脚本を担当、長澤まさみが主演を務める[162]。
- 19日 - BS-TBS・BS-TBS4Kで時代劇ドラマ『水戸黄門』の武田鉄矢主演版第2弾が放送開始（日曜18:00 - 18:54）。今回も「復興」をテーマに、九州地方を舞台にして世直し旅で展開する[163]。
- 20日
  - 【訃報】高倉健（2014年没）とのコンビでの作品を始め東映映画で数々の作品のメガホンを執り、テレビドラマでは1970年代の『夜明けの刑事』『赤い衝撃』（TBS／大映テレビ室）や『大空港』（フジテレビ／松竹）などの作品で演出を手掛けた映画監督の降旗康男がこの日、肺炎のため死去（84歳没）[164]。
  - 【訃報】東映製作の特撮作品『人造人間キカイダー』の1972年11月11日放送「クロカメレオン 幻の大強奪作戦」で脚本を担当するなど同社製作の特撮作品に多く携わった東映のプロデューサーで副社長を務めた渡邊亮徳がこの日、老衰のため死去（89歳没）[165]。
- 22日 - 26日 - テレビ朝日系にて、開局60周年記念スペシャルドラマとして『白い巨塔』（原作：山崎豊子）を五夜連続で放送（放送時間は22日 - 24日は21時 - 22時24分、25・26日は21時 - 23時10分[166]）。主人公の財前五郎を岡田准一（V6）が演じ[167]、財前のライバルである里見脩二を松山ケンイチが、財前の恩師である東貞蔵を寺尾聰がそれぞれ演じた[168]他、小林薫、松重豊、岸部一徳、夏帆らが出演した[169]。またこれに先立ち、他番組とのコラボレーション企画として17日放送の同局系アニメ『クレヨンしんちゃん』に岡田が財前役で登場し、アニメの主人公・野原しんのすけと共演した[170]。
- 28日 - 【訃報】1995年に日本テレビ系土曜グランド劇場枠でテレビドラマ化された劇画作品『ザ・シェフ』（週刊漫画ゴラク連載）の作画者であった漫画家・劇画家の加藤唯史が、2017年10月15日に死去（68歳没）していたことがこの日、「漫画ゴラク」編集部（日本文芸社）から発表された[171]。

### 6月
- 1日 - 東海テレビ制作・フジテレビ系「オトナの土ドラ」枠にて、溝端淳平と瀧本美織が主演の『仮面同窓会』を放送開始（ - 7月21日）。
- 2日 - NHK BSプレミアム「プレミアムドラマ」（日曜 22時 - 22時49分）枠の6月作品にて『長閑の庭』を放送（ - 6月23日、全4回）。主演は橋本愛[172]。なお、NHK BS4Kにて5月29日から6月19日まで、水曜20時40分 - 21時30分に先行放送。
- 6日 - 【訃報】2006年（平成18年）度下期のNHK連続テレビ小説『芋たこなんきん』の原案（事実上の原作）者で文化勲章を受章した小説家の田辺聖子がこの日、胆管炎のため死去（91歳没）[173]。
- 7日(総合〈北海道地方〉)・7月15日（総合〈全国〉） - 【北海道】NHK札幌放送局が、北海道150年記念ドラマとして、「北海道」を命名した探検家、松浦武四郎の人生を描く『永遠のニㇱパ 〜北海道と名付けた男 松浦武四郎〜』を大石静のオリジナル脚本、松本潤（嵐）と深田恭子のダブル主演で製作・放送。主人公の松浦役を松本が、また深田はアイヌの女性役を演じる。なお、このドラマは4Kで制作され、6月7日に北海道地方のNHK総合で先行放送の後、7月15日にNHK総合で全国放送された。BS4Kでも放送される予定[174]。
- 9日 - 【視聴率】この日NHK総合で放送された大河ドラマ『いだてん〜東京オリムピック噺〜』の第22話の視聴率が、4月28日放送の第16話の7.1%をさらに0.4ポイント下回る6.7%（ビデオリサーチ調べ。関東地区。世帯・リアルタイム）の大河ドラマ史上最低視聴率を更新したことが翌10日に判明[175]。→4月28日の出来事も参照
- 9日～7月14日 - 【映画】BSフジ・BSフジ 4Kにて、1997年よりフジテレビ系で連続ドラマ・スペシャルドラマとして放送され、1998年より劇場用映画として制作・公開された、織田裕二主演の刑事ドラマシリーズ『踊る大捜査線』の劇場映画シリーズ全6作品（スピンオフ2作品[注 11] 含む）が、6週に亘って各1本、4Kリマスター・完全ノーカットにて放送（各作品、日曜21時より放送）された[176]。
- 13日
  - 【訃報】山口百恵主演のTBSテレビ系ドラマ『赤い疑惑』（1975年）主題歌の「ありがとう あなた」、『赤い衝撃』（1976年）の同名主題歌の作詩を担当した作詞家の千家和也がこの日、食道がんのため死去（73歳没）[177]。
  - 【訃報】円谷プロダクション製作・フジテレビ系で1971年から1年間放送された特撮作品『ミラーマン』で主役の鏡京太郎を演じたことで知られた俳優の石田信之が、この日夕方大腸がん原発による多臓器転移のため川崎市内の病院で死去（68歳没）。石田は2014年からがんを発病しながら俳優活動を続けていた[178][179]。
- 22日 - NHK BSプレミアムにて、3月にNHK総合で放映した『ひよっこ2』の特別編を21時 - 23時29分枠で放送[180]。番組では未公開映像やスピンオフ企画も放送された。
- 25日 - この日、TBS系火曜ドラマ『わたし、定時で帰ります。』の最終回を放送。なお、当初は18日に放送予定だったが、放送中の22時22分頃に山形県沖で発生した地震により『NEWS23』を前倒しする形で臨時のJNN報道特別番組に差し替わった為に急遽取り止め[181][182]、一週間遅れで改めて放送される形となった[183]。
- 26日 - 【訃報】1951年に新東宝の「新東宝スターレット」第1期生としてデビューし、映画に加え、テレビでは司会の他、ドラマではテレビ朝日系時代劇『暴れん坊将軍シリーズ』の3代目御側御用取次・宍戸官兵衛役などを務め、実生活では女優の寿美花代の夫で、俳優の髙嶋政宏・政伸兄弟の実父であった俳優の高島忠夫がこの日午後、東京都内の自宅で老衰のため死去（88歳没）[184]。訃報は同月28日に所属事務所の東宝芸能から発表された[185]。
- 29日 - 日本テレビ系にて、2018年1月期に「土曜ドラマ」枠で放送された『もみ消して冬〜わが家の問題なかったことに〜』の続編となるスペシャルドラマ『もみ消して冬 2019夏〜夏でも寒くて死にそうです〜』を放送（21時 - 22時54分）。連ドラから引き続き山田涼介（Hey! Say! JUMP）、波瑠、小澤征悦が3兄弟役でトリプル主演を務めた[186]。
- 30日
  - NHK BSプレミアム「プレミアムドラマ」枠にて『ベビーシッター・ギン!』を放送（ - 9月1日、全10回）。主演は大野拓朗[187]。なお、NHK BS4Kにて2019年6月26日から水曜20時40分 - 21時30分に先行放送。
  - 【映画】TBS系でこの日21時より、東野圭吾の小説『加賀恭一郎シリーズ』の1作で、これまでの作品（『新参者シリーズ』）同様阿部寛が刑事「加賀恭一郎」役で主演した映画『祈りの幕が下りる時』（2018年公開）を地上波初放送[188]。

### 7月
- 4日
  - （3日深夜）テレビ東京系木曜未明（水曜深夜）の「ドラマパラビ」7月期作品として、大原櫻子主演・主題歌歌唱の『びしょ濡れ探偵 水野羽衣』を放送開始（ - 9月19日）[189]。
  - 読売テレビ制作・日本テレビ系「木曜ドラマ」7月期作品として、小池栄子がシングルマザー役で主演を務める『わたし旦那をシェアしてた』が放送開始（ - 9月6日）[190]。
- 6日
  - 【特撮】テレビ東京系土曜9時枠、円谷プロ制作の老舗特撮シリーズ「ウルトラシリーズ」最新作となる『ウルトラマンタイガ』が放送開始（ - 12月28日[注 12]）。
  - テレビ大阪制作・テレビ東京系で、板野友美主演のスペシャルドラマ『愛しのナニワ飯』を放送（16時 - 17時15分）。共演に甲本雅裕ら[191]。
- 7日
  - TBS系「日曜劇場」7月期作品として、池井戸潤の同名小説を原作に、ラグビーチームの再建に尽力する自動車工場の男性総務部長を描いた『ノーサイド・ゲーム』を大泉洋の主演で放送開始（初回は25分拡大、 - 9月15日）[192][193]。共演に松たか子、上川隆也、中村芝翫ら[194]。
  - 朝日放送テレビ制作・テレビ朝日をはじめとする同系列局の一部で放送の「ドラマL」枠の7月期作品として『ランウェイ24』を制作・放送開始。主演は朝比奈彩が演じる。（ - 9月22日）[195]。
- 8日 - フジテレビ系「月9」7月期作品として、同名医療漫画が原作の『監察医 朝顔』を上野樹里主演で放送開始。共演に時任三郎、山口智子ら。山口が「月9」枠に出演するのは1996年4月期に放送された『ロングバケーション』以来23年ぶりとなる（ - 9月23日）[196][197]。
- 9日 - TBS系「火曜ドラマ」7月期作品として、佐々木倫子の漫画を原作とする『Heaven?〜ご苦楽レストラン〜』を放送。主演は石原さとみで、共演に福士蒼汰、志尊淳、岸部一徳ら（ - 9月10日）[198]。
- 10日
  - テレビ朝日系水曜21時枠にて、東山紀之主演のシリーズ刑事ドラマ『刑事7人（第5シーズン）』を放送開始（ - 9月18日）[199]。
  - 日本テレビ系「水曜ドラマ」7月期作品として、東村アキコの漫画を原作とする『偽装不倫』を放送開始。主演は杏で、出産後初、且つ4年ぶりの連続ドラマ主演となる（ - 9月11日）[200]。
- 11日
  - テレビ朝日系「木曜ドラマ」7月期作品として、2011年1月5日から3月10日まで韓国SBSにて制作・放送されたテレビドラマ サイン (2011年の韓国のテレビドラマ)（ハングル表記：싸인）の日本版リメイクとして『サイン -法医学者 柚木貴志の事件-』（サイン ほういがくしゃ ゆずきたかしのじけん）のタイトルで放送開始（ - 9月12日）[199][201]。主演は民放の連ドラ初主演となる大森南朋、共演に飯豊まりえ、西田敏行、高杉真宙、仲村トオル、松雪泰子ら[201]。
  - フジテレビ系「木曜劇場」7月期作品として、横関大の小説を原作とした『ルパンの娘』を放送開始。主演は深田恭子で、共演に瀬戸康史ら（ - 9月26日）[202]。
- 12日
  - （11日深夜）テレビ東京系「木ドラ25」7月期作品として『テレビ演劇 サクセス荘』を放送開始。出演者は、和田雅成、黒羽麻璃央ら2.5次元舞台で活躍する若手俳優10名（ - 9月27日）[203]。
  - 【訃報】1970年代から1980年代にかけてグラビアアイドル、タレントとして人気を博し、女優としても『ママはライバル』（1973年、TBS系）や『どっこい大作』（1973年 - 1974年、NETテレビ系）にレギュラー出演するなど幅広く活動した女優の純アリスがこの日、がんのため死去（66歳没）[204]。逝去は16日に夫で俳優の三浦浩一が自らのTwitterにて公表した[205]。
- 13日
  - （12日深夜） テレビ東京「ドラマ24」7月期作品として、福澤徹三の小説『Iターン』を原作とした『Iターン』を放映開始（12日深夜、 - 9月28日）。主演はムロツヨシと古田新太が務め、共演に渡辺大知、鈴木愛理ら[206]。
  - 日本テレビ系「土曜ドラマ」7月期作品として浜田秀哉のオリジナル脚本による『ボイス 110緊急指令室』を放送開始。唐沢寿明が主演を務め、唐沢の相棒役には日本テレビ系ドラマ初出演の真木よう子が起用される（ - 9月21日）[207]。
- 14日（13日深夜） - テレビ大阪・BSテレ東「真夜中ドラマ」第3弾として、早川パオの漫画を実写化し、女優・木竜麻生の連続ドラマ初主演作品となる『まどろみバーメイド〜屋台バーで最高の一杯を。〜』を放送開始（全12回、- 9月29日（28日深夜）。BSテレ東 4Kでも放送）。共演に八木アリサ、玄理ら。また各回ゲストとして木下隆行（TKO）らが出演する[208][209]。
- 16日 - 関西テレビ制作フジテレビ系「火9」枠7月期作品として、三浦春馬が逃亡犯役、芳根京子が検事役で主演するサスペンスドラマ『TWO WEEKS』を放送開始（ - 9月17日）[210]。共演に比嘉愛未、三浦貴大、高嶋政伸、黒木瞳ら[211]。
- 19日
  - テレビ東京系「金曜8時のドラマ」7月期作品として、小泉孝太郎・松下由樹主演のシリーズ第4弾『警視庁ゼロ係〜生活安全課なんでも相談室〜 SEASON4』を放送開始（初回は20時から21時48分までの2時間スペシャル[212]、 - 9月6日）[213]。
  - TBS系「金曜ドラマ」7月期作品として、コナリミサトの同名漫画が原作のラブコメディ『凪のお暇』を黒木華の主演で放送開始[214]。共演に市川実日子、吉田羊、片平なぎさ、高橋一生ら（ - 9月20日）[215]。
- 20日 - BS日テレにてこの日より毎週土曜23時30分 - 翌0時に連続ドラマ『恋の病と野郎組』を放送開始（全10回、- 9月21日。9月7日よりBS日テレ 4Kでも放送）。川邊優子が脚本を担当し、丸谷俊平が演出を手掛け、ジャニーズJr.内ユニット「HiHi Jets」のメンバー髙橋優斗、作間龍斗らが出演[216][217]。
- 22日
  - フジテレビは同日放送予定の「月9」『監察医 朝顔』第3話について、テーマが放火殺人事件であったことから「過日発生した火災事件を連想させる」として当日の放映を中止すると共に、その代替として第1話・第2話のダイジェスト版を放送することを番組公式サイトにて発表した[218][219]。第3話については再編集の上翌週29日に放送された[219]。
  - テレビ東京系の月曜経済ドラマ「ドラマBiz」7月期作品として現役弁護士：村松謙一のノンフィクション作品『いのちの再建弁護士 会社と家族を生き返らせる』を原作とする『リーガル・ハート〜いのちの再建弁護士〜』を放送開始（ - 9月2日）。主演はテレビ東京ドラマ初となる反町隆史が務め[220]、また和久井映見が1997年1月期にフジテレビ系「月9」枠で放送された『バージンロード』以来22年ぶりに反町と共演する[221]。
- 23日
  - （22日深夜）日本テレビ「シンドラ」枠（月曜深夜）の新作品として『簡単なお仕事です。に応募してみた』を放送開始（全10回、- 9月24日）。高橋悠也が脚本を担当し、Snow Man（ジャニーズJr）のメンバーである岩本照、ラウール、目黒蓮、渡辺翔太の4人が主演を務める[222]。
  - NHK総合にて、1964年東京オリンピックの選手村を舞台に、五輪を陰で支えた若き料理人たちの青春を描くスペシャルドラマ『夢食堂の料理人〜1964東京オリンピック選手村物語〜』を放送（19:30 - 20:42）。主演は高良健吾で、共演に松本穂香、市川猿之助ら[223]。
- 24日 - 【訃報】1954年に俳優座第6期生でデビューし、1958年4月から5年間放送されたNHK総合の連続ドラマ『バス通り裏』などに出演。その後スポーツ新聞記者等を経て競馬評論家に転身した原良馬がこの日の朝、病気のため千葉県内の自宅で死去（85歳没）[224][225]。
- 26日
  - NHK総合「ドラマ10」枠にて、青木祐子原作の『これは経費で落ちません!』を放送開始（全10回、- 9月27日）。主演は多部未華子が演じる[226]。
  - テレビ朝日系「金曜ナイトドラマ」7月期作品として、『セミオトコ』を放送開始（ - 9月13日）。主演は山田涼介（Hey! Say! JUMP）。セミから人間へと変身した青年が偶然出会った30代女性とともに、生命が尽きるまでの1週間を過ごすさまを描いていく[199]。共演に木南晴夏、今田美桜、三宅健（V6）ら[227]。
  - NHK BSプレミアム「BS時代劇」枠にて、『螢草 菜々の剣』を放送開始（全7回、 - 9月6日）。主演は清原果耶[228]。
- 27日
  - テレビ朝日系「土曜ナイトドラマ」7月期作品として、森田まさのりの同名コミックを原作とした『べしゃり暮らし』を放送開始（ - 9月14日）。主演は間宮祥太朗が務め、さらに劇団ひとりの連続ドラマ初演出作品となる[229]。また本作のヒロインとなる女漫才師役には小芝風花が起用される[230]。
  - BSテレ東「土曜ドラマ9」7月期作品として葉真中顕のサスペンス小説を原作とする『W県警の悲劇』をBSテレ東とホリプロの製作により放映。本作の主役は地上波・BSを通じてゴールデンタイム連続ドラマ初主演となる芦名星が務める( - 9月21日)[231]。
- 28日 - 【訃報】声優として数々のテレビアニメ・劇場公開アニメ作品のアテレコを担当し、俳優としても『東芝日曜劇場』（TBS系）で1982年に放映された「おんなの家」に出演経験がある声優・俳優の島香裕がこの日、心筋梗塞のため東京都内の自宅で死去（70歳没）[232]。

### 8月
- 2日 - 【訃報】2007年7月期にTBS系「金曜ドラマ」枠で二宮和也主演、櫻井翔・多部未華子共演で放送された『山田太郎ものがたり』の原作者として知られた漫画家の森永あいがこの日早朝、病気のため死去していたことが8月9日に講談社の『別冊フレンド』公式サイト上で発表された[233][234]。
- 3日
  - 東海テレビ制作・フジテレビ系「オトナの土ドラ」枠にて、小杉健治の同名小説を原作とした『それぞれの断崖』を遠藤憲一の主演で放送（ - 9月21日）[235]。共演に田中美里、田中美佐子ら[236]。
  - 【訃報】NHK名古屋放送局制作『中学生日記』に1975年4月から1982年3月まで「風間先生」役で出演した俳優の湯浅実がこの日未明、誤嚥性肺炎のため東京都内の病院で死去（84歳没）。訃報は2日後の5日にかつて所属していた劇団青年座が発表した[237]。
  - 【訃報】『ありちゃんのおかっぱ侍』（1957年、KRテレビ〈現 TBSテレビ〉）を始めとする数々のテレビドラマや映画に出演し、副業の料理研究家としても活躍した女優の白石奈緒美が、この日に虚血性心不全のため東京都調布市の自宅で死去（84歳没）[238]。
- 4日 - 18日・9月1日 - テレビ朝日系「日曜プライム」枠にて、テレ朝開局60周年を記念し『テレビ朝日開局60周年 夏の傑作選』と題して、平成時代に同系列で放送して好評を博したスペシャルドラマ4作品をアンコール放送。4日は『松本清張 点と線』、11日は『刑事一代 平塚八兵衛の昭和事件史』、18日は『十万分の一の偶然』、9月1日は『ナサケの女Special 〜国税局査察官〜』をそれぞれ放送[239]。
- 11日 - 【視聴率】この日NHK総合で放送された大河ドラマ『いだてん〜東京オリムピック噺〜』の第30話の視聴率が、6月9日放送の第22話の6.7%をさらに0.8ポイント下回る5.9%の大河ドラマ史上最低視聴率（関東地区、世帯・リアルタイム）を更新したことが、13日にビデオリサーチから発表された[240]。→4月28日及び6月9日の出来事も参照
- 13日 - 15日 - NHK総合にて、スペシャルミステリードラマ『ピュア! 〜一日アイドル署長の事件簿〜』を3夜連続で放送（13日：22時 - 23時10分、14・15日：22時 - 22時50分）。蒔田光治が脚本を担当し、NHKテレビドラマ初主演となる浜辺美波が主役のアイドル探偵を演じ、相手役の刑事として東出昌大がそれぞれ出演した[241]。
- 23日 - 【配信】NHKは、出演者の不祥事により、配信サービス「NHKオンデマンド」での配信を見合わせていた作品のうち、2013年前期連続テレビ小説『あまちゃん』の配信をこの日より再開。NHK広報部は「様々な準備が整ったものから再開することとしており、今回、準備が整ったため再開することとします」と説明しており、同様の理由で配信を停止している大河ドラマ『龍馬伝』（2010年放送）や『いだてん〜東京オリムピック噺〜』など6つの作品も、調整がつき次第、順次配信を再開するとしている[242]。
- 24日 - 日本テレビ系『24時間テレビ 「愛は地球を救う」42』で恒例のスペシャルドラマとして、本年度は生体肝移植をテーマにした『絆のペダル』を放送。主人公のプロバイクレーサー・宮澤崇史役は相葉雅紀（嵐[注 13]）が務めた[243]（21時20分 - 23時20分）。
- 25日
  - 【訃報】1968年10月から1969年3月に日本テレビ系で放映されたドラマ『怪盗ラレロ』（製作：東映、主演：横山あきお）の原作者である推理小説作家の加納一朗が、この日、神奈川県川崎市の病院にて誤嚥性肺炎のため死去（91歳没）[244]。
  - 【視聴率】この日NHK総合で放送された大河ドラマ『いだてん〜東京オリムピック噺〜』の第32話の視聴率が、2週前の11日放送の第30話（5.9%）からさらに0.9ポイント下回る5.0%（関東地区、世帯・リアルタイム）の大河ドラマ史上最低視聴率を更新したことが翌26日にビデオリサーチにより明らかになった[245]。→4月28日、6月9日及び8月11日の出来事も参照
- 29日 - いずれも【訃報】
  - 1981年度上半期のNHK連続テレビ小説『まんさくの花』にて主人公の父親役を始め、『特別機動捜査隊』（NET・東映）の佐久間刑事役など数々のテレビドラマに出演した俳優の生井健夫が、この日午前、病気のため死去（89歳没）[246]。
  - NHK大河ドラマ『風と雲と虹と』（1976年）や『葵 徳川三代』（2000年）に出演するなど、テレビドラマや特撮映画で活動した俳優の依田英助がこの日、肺炎による心不全のため死去（91歳没）。訃報は2か月半後の11月15日に所属の東京俳優生活協同組合より公表された[247]。

### 9月
- 1日 - 【特撮】テレビ朝日系、東映製作の老舗特撮シリーズ「仮面ライダーシリーズ」元号が令和に改元されてから初となる『仮面ライダーゼロワン』を放送開始（ - 2020年8月30日）[248]。
- 2日 - 【訃報】TBSテレビ系『月曜ドラマスペシャル枠で5度ドラマ化された『塀の中の懲りない面々』シリーズの原作者であり、日本航空客室乗務員やキックボクシング中継の解説者を務めるなどの異色の経歴を持っていた小説家の安部譲二がこの日、急性肺炎のため死去（82歳没）[249]。
- 8日
  - テレビ朝日系『日曜プライム』枠にてこの日、長塚京三主演の推理ドラマスペシャル第3弾となる『深層捜査スペシャル』を放送。長塚が主人公の医師「大嶋二郎」役で主演する他、松下由樹、小野武彦らがゲストとして出演[250][注 14]。
  - NHK BSプレミアム「プレミアムドラマ」9月度作品として、柚月裕子の同名小説を原作とした『盤上の向日葵』を制作し放送（- 9月29日、全4回）。主演は千葉雄大で、千葉は同局の連続ドラマ初主演。共演に大友康平、蓮佛美沙子ら[252]。
- 10日（9日深夜） - 15日（14日深夜） - TBSテレビにて、木村文乃・松田翔太主演の『SICK'S 覇乃抄 〜内閣情報調査室特務事項専従係事件簿〜』を6夜連続放送（1時3分 - 1時43分、14日は0時55分 - 1時35分、15日は2時38分 - 3時18分）。3月から5月にかけて動画配信サービスParaviで配信されたものを地上波放送向けに再編集した[253]。
- 11日 - 【訃報】『大鉄人17』（1977年、東映・毎日放送製作、TBS系）のレッドマフラー隊・剣持保隊長役で知られ、また時代劇を中心に悪役を演じた俳優の原口剛がこの日、胃癌のため死去（80歳没）[254]。
- 13日
  - 【改編】1984年10月12日に『金曜女のドラマスペシャル』として誕生（第1回作品は『飛鳥 まだ見ぬ子、清子の母として』[255]）、2015年4月3日からの『金曜プレミアム』[注 15]へと続くフジテレビ系金曜夜の2時間枠が終了、35年の歴史に幕[256][257][注 16]。
  - 【時代劇】BS朝日・BS朝日 4Kにて、海老沢泰久作の短編小説を原作とする時代劇スペシャル第3弾『無用庵隠居修行3』を放送。水谷豊が引き続き主演を務め、共演に岸部一徳、檀れいら。なお、今作は4Kでの制作となる[258][259]。
- 15日 - テレビ朝日系「木曜ミステリー」枠で本年1月期に放送され、沢村一樹が記憶喪失の刑事を演じた『刑事ゼロ』が一夜限りのスペシャルとして『日曜プライム』枠で復活放送[260]。→1月10日の出来事も参照
- 16日
  - NHK総合にて、2018年9月 - 10月に「土曜ドラマ」枠で全7話放送された、ラグビーを題材とした安藤祐介の小説を原作とするドラマのスペシャル版『不惑のスクラムスペシャル〜がんばれ!ラグビーワールドカップ2019〜』（主演：高橋克典、共演：渡辺いっけい、萩原健一ら）を放送（13時50分 - 14時56分。近畿地方に限り19日19時30分 - 20時42分にも放送[注 17]）。
  - TBS系で、橋田壽賀子脚本ドラマの金字塔で、レギュラーシリーズ（1990年 - 2011年、全10作・500話[261]）終了後、2012年以降もスペシャルドラマが制作・放送されている『渡る世間は鬼ばかり』の新作となる3時間スペシャルを放送（20時 - 22時57分、途中ニュースによる中断あり）[261][262][263][264]。
- 18日 - 【経営問題】本年7月期に関西テレビ制作・フジテレビ系「火9」枠で放送された『TWO WEEKS』など、テレビドラマや映画の映像加工を手掛けていたピクチャーエレメントがこの日付けで東京地裁から破産開始決定を受けた（9月25日に判明）。負債総額は約1億9千万円余り[265]。
- 22日 - テレビ愛知（TVA、テレビ東京系列）では、同局の本社所在地である愛知県名古屋市が2016年・2018年の「都市ブランドイメージ調査」において2年連続で「行きたくない街No.1」に選出されたことを踏まえ、その現状を打破すべく、名古屋のイメージアップを目的としたスペシャルドラマとして、佐藤二朗（愛知県出身）と斎藤工（東京都出身）の両名をダブル主演に起用した”フェイクドキュメントドラマ”『佐藤二朗と斎藤工が行きたくない街No.1名古屋のドラマに出演するにあたり色々考えてみた』を制作、テレビ東京系列にて放送（16時 - 17時15分）[266]。
- 24日 - 関西テレビ制作で、永瀬廉（King & Prince）がCA訓練生役で主演を務めるスペシャルドラマ『FLY! BOYS, FLY! 僕たち、CAはじめました』（21時 - 22時48分）を放送[267]。
- 29日 - 日本テレビ系 「日曜ドラマ」枠で2016年1月期に放送された斎藤工・窪田正孝主演の『臨床犯罪学者 火村英生の推理』の地上波特別スペシャル版を放送[268]。
- 30日
  - NHK朝の連続テレビ小説第101作（2019年度下期）『スカーレット』（大阪放送局制作）を放送開始。脚本を水橋文美江が担当し、ヒロインの川原喜美子役は戸田恵梨香が演じる[269]。また作品の舞台となる滋賀県出身で朝ドラ初出演となる西川貴教、木本武宏（TKO）、羽野晶紀、イッセー尾形らが出演する[270]。同作をもって、第2作『あしたの風』（1962年度）から続く現行の月〜土曜体制における最後の作品となる[271]（全26週・151回、 - 2020年3月28日）。
  - 【視聴率】NHK朝の連続テレビ小説『なつぞら』の全156話平均視聴率が、関東地区では21.0%（世帯・リアルタイム）だったことが、ビデオリサーチから発表された[272]。
  - テレビ東京系にて、三浦しをんの小説を原作とするスペシャルドラマ『あの家に暮らす四人の女』を放送。主演は中谷美紀で、物語の鍵となる女役として宮本信子、永作博美、吉岡里帆らが共演した[273]。

### 10月
- 1日 - 21日 - 日本テレビ系では、福山雅治（シンガーソングライター・俳優）がプロデュース・音楽、バカリズム（お笑いタレント・脚本家）が脚本をそれぞれ担当し、2018年12月に朝の情報番組『ZIP!』内で放送し話題となったミニドラマ『生田家の朝』の第2シリーズを制作、前シリーズと同様『ZIP!』エンディング前に放送。出演は引き続きユースケ・サンタマリア、尾野真千子らを起用[274]（なお、14日は令和元年東日本台風（台風19号）およびラグビーW杯関連で番組内容を大幅変更したため、同日予定分は17日に6時のニュースの後に放送、そのため同日は2回放送された）。なお、当初28日まで全20話まで放送する予定だったが、諸事情により15話で終了、後述の形となった[275]。
- 2日 - テレビ東京系で2011年1月期に月曜22時枠（現・ドラマBiz枠）でレギュラー放送され、その後2016年・2017年にスペシャル版が放送された斎藤工主演の『最上の命医』の2019年スペシャル版『最上の命医2019』を放送（21時 - 23時9分）。2年ぶりのスペシャルとなった今回は、手術室を占拠するテロリストとの対決などアクション要素が盛り込まれた[276]。共演に田中麗奈、永井大、村田雄浩、泉谷しげる、岸谷五朗ら[277]。
- 3日 - かつてテレビ朝日系「木曜ミステリー」枠にて放送された上川隆也主演の刑事ドラマである『遺留捜査』スペシャルを放送[278]。
- 4日 - 読売テレビ制作・日本テレビ系「木曜ドラマF」10月期作品として、本田翼が主演を務める『チート〜詐欺師の皆さん、ご注意ください〜』が放送開始（ - 12月5日）[279]。
- 5日
  - （4日深夜[注 18]）テレビ東京系 「ドラマ24」枠10月期作品として、松重豊主演の人気シリーズドラマ『孤独のグルメ Season8』を放送開始。シリーズ8作目にして初となるスイーツがメインの回も登場した（ - 12月21日（20日深夜））[281]。横浜中華街を舞台とした第1話では、八嶋智人、榊原郁恵、そしてドラマ初出演の佐々木主浩（野球解説者、元プロ野球選手（横浜ベイスターズ〈現横浜DeNAベイスターズ〉→MLBマリナーズ→横浜〉）がゲスト[280]。
  - 東海テレビ制作・フジテレビ系「オトナの土ドラ」枠にて、五十嵐貴久の同名小説を原作とした『リカ』を高岡早紀の主演で放送（全8話、 - 11月30日[282]）。共演に小池徹平、大谷亮平ら。高岡は28歳と年齢詐称しているストーカーを演じた[283][284]。
- 6日
  - （5日深夜） - テレビ大阪製作（テレビ東京以外のTXN系列局にて放送あり）の即興劇ドラマ『抱かれたい12人の女たち』が日曜未明（土曜深夜）1時26分 - 1時56分枠で放送開始（全12話）。主演は山本耕史で、平岩憲和が演出を担当する[285][286]。
  - NHK BSプレミアム「プレミアムドラマ」10月度作品として、初代三遊亭圓朝による傑作怪談噺「怪談牡丹灯籠」を、をもとにした『令和元年版 怪談牡丹燈籠』を放送（全4回、- 10月27日）。主演は尾野真千子[287]。尚、NHK BS4Kにて前編「因の巻」後編「果の巻」(各120分)に編集して放送した。
  - 朝日放送テレビ制作・テレビ朝日をはじめとする同系列局の一部で放送の「ドラマL」枠の10月期作品として『Re:フォロワー』を制作・放送開始。西銘駿と塩野瑛久のW主演（ - 12月）[288]。
  - テレビ朝日系「日曜プライム」枠で、『ドクターX〜外科医・大門未知子〜』のスピンオフ作品『ドクターY〜外科医・加地秀樹〜』を勝村政信主演で放送。共演に石田ひかり、片岡愛之助ら[289][290]。
- 7日 - フジテレビ系「月9」枠10月期作品として、大英帝国の推理作家：アーサー・コナン・ドイルが生み出した名探偵：シャーロック・ホームズシリーズを原作とし、舞台を現代の東京に置き換えた『シャーロック』を放送開始（初回は30分拡大、 - 12月16日）[291]。主役のシャーロックに相当する犯罪コンサルタント「誉獅子雄(ほまれ・ししお)」をディーン・フジオカが演じ、相棒のワトスンに相当する精神科医「若宮潤一(わかみや・じゅんいち)」には岩田剛典を起用[292]、さらにプライドが高いにも係わらず鈍感で最低な刑事役を月9枠初レギュラーとなる佐々木蔵之介が演じた[293]。
- 8日 - 関西テレビ制作・フジテレビ系「火9」枠10月期作品として、2006年に阿部寛の主演で高視聴率を記録し、社会現象も引き起こした『結婚できない男』の続編作品となる『まだ結婚できない男』[294]を放送開始（初回15分拡大、 - 12月10日）。脚本も前作に引き続き尾崎将也が務めた[295]。また相手役として吉田羊、深川麻衣、稲森いずみが出演する[294]。
- 9日
  - テレビ朝日系 水曜21時枠『相棒』の新シリーズ『相棒 season18』を放送開始。主人公「杉下右京」役には水谷豊で、相棒「冠城亘」役に反町隆史、共演には浅利陽介、石坂浩二ら（初回は30分拡大、最終回は20時からの2時間スペシャル。 - 2020年3月18日まで放送）[296][297]。
  - 日本テレビ系「水曜ドラマ」枠10月期作品として、遊川和彦の脚本により高畑充希が主演を務める『同期のサクラ』を放送開始（ - 12月18日）[298]。
- 10日（9日深夜） - テレビ東京「ドラマパラビ」10月期作品として、同名漫画が原作の『ミリオンジョー』を放送開始（ - 12月26日（25日深夜））。主演はKis-My-Ft2の北山宏光で、急死した漫画家になりすます編集者に扮する[299]。
- 11日
  - （10日深夜）テレビ東京「木ドラ25」枠10月期作品として、柊ゆたかの漫画を原作とする『新米姉妹のふたりごはん』を放送開始。山田杏奈と大友花恋のダブル主演となる（ - 12月27日（26日深夜））[300]。
  - TBS系「金曜ドラマ」10月期作品として、キリエのラブコメディー漫画を原作とする『4分間のマリーゴールド』を放送開始。主人公の救急救命士役を福士蒼汰、命の期限が1年と迫る義姉役を菜々緒が演じた（ - 12月13日）[301]。
  - テレビ朝日系「金曜ナイトドラマ」枠で放送された、オダギリジョー主演・麻生久美子共演の刑事ドラマ『時効警察』の新シリーズ『時効警察はじめました』を、第2シリーズを放送した2007年以来12年ぶりに制作し同枠で放送開始（ - 12月6日）。またレギュラー放送開始に先駆け、9月29日には「日曜プライム」枠でスペシャルを放送[302]、新たに吉岡里帆が自身初となる刑事役として出演した[303][304]。
- 12日
  - 日本テレビ系「土曜ドラマ」枠10月期作品として、生田斗真が約4年ぶりに連続作主演を務めるコメディードラマ『俺の話は長い』を放送開始（ - 12月14日）[305]。
  - フジテレビ系「土曜プレミアム」枠にて、稲垣吾郎（元SMAP）がクラブリーダー（ストーリーテラー）を務める恐怖ドラマシリーズ『ほんとにあった怖い話』の放送20周年を記念して『ほんとにあった怖い話20周年スペシャル』を放送[306]。
  - 【訃報】1965年にフジテレビ系『乱れる』でデビューし、その後TBS系で放送された『サインはV』（牧圭介コーチ役）や『七人の刑事』、『ウルトラマン80』（オオヤマキャップ役）などドラマ・映画で活躍した俳優の中山仁がこの日夕方、東京都内の自宅で肺腺がんのため死去（77歳没）。訃報は約1か月後の11月11日に所属事務所が遺族と相談のうえで発表した[307]。
- 13日
  - 日本テレビ系「日曜ドラマ」枠10月期作品として、賀来賢人主演の『ニッポンノワール-刑事Yの反乱-』を放送開始（ - 12月15日）[308]。なお同ドラマに出演予定だった髙橋ひかるが体調不良のため降板することが10月4日に判明[309]。代役は佐久間由衣が務め、高橋の出演シーンを改めて撮り直した上で予定通り放送された[309][310]。なお同枠は2020年1月期の『シロでもクロでもない世界で、パンダは笑う。』が読売テレビ制作のため、日本テレビによる制作分は2020年4月期の『美食探偵 明智五郎』まで3ヶ月間中断[注 19]。
  - 【視聴率】この日NHK総合で放送された大河ドラマ『いだてん〜東京オリムピック噺〜』の第39話の視聴率が、8月25日放送分の第32話で記録した5.0%をさらに下回る3.7%の大河ドラマ最低視聴率記録を更新（ビデオリサーチ調べ。関東地区、リアルタイム・世帯）。この日は当該時間帯の裏に日本テレビ系列で『ラグビーワールドカップ2019・日本対スコットランド』戦が放送されていたことも影響した[311]。
  - 【訃報】1976年から1977年に東京12チャンネル（現・テレビ東京）で放送された特撮コメディドラマ『ぐるぐるメダマン』（東映東京撮影所製作）のキャラクターデザインを担当した漫画家の吾妻ひでおがこの日、食道がんのため死去（69歳没）[312]。
- 15日
  - （14日深夜）日本テレビ「シンドラ」枠（月曜深夜）の新作品として『ブラック校則』を放送開始。佐藤勝利（Sexy Zone）が主演を務めた[313]。なお、11月1日から映画が公開された[314]。
  - TBS系「火曜ドラマ」10月期作品として、いくえみ綾の漫画を原作とする『G線上のあなたと私』を放送開始。主演は波瑠で、共演に中川大志、松下由樹ら（初回は15分拡大、 - 12月17日）[315]。
- 17日
  - （16日深夜）テレビ東京系木曜未明（水曜深夜）に新設の「ドラマホリック!」枠で、あずみきし原作の同名漫画を連続ドラマ化した『死役所』を松岡昌宏（TOKIO）主演で放送開始[316]。共演に黒島結菜、清原翔、松本まりか、でんでん、余貴美子ら（ - 12月19日（18日深夜））[317][318]。
  - テレビ朝日系「木曜ドラマ」枠10月期作品として、2012年10月から開始され、米倉涼子がフリーランスの外科医役に扮し人気シリーズとなった『ドクターX〜外科医・大門未知子〜』の第6シリーズを放送開始（初回および第2回は15分拡大・最終回は20分拡大、 - 12月19日）[319]。また新キャストとして市村正親、ユースケ・サンタマリア、武田真治、清水ミチコらが加わった[320]。
  - フジテレビ系「木曜劇場」10月期作品として、瀧波ユカリの漫画を原作とする『モトカレマニア』を放送開始（初回は15分拡大、 - 12月12日）、新木優子と高良健吾がダブル主演を務めた[321]。
- 18日 - テレビ東京系「金曜8時のドラマ」10月期作品として、同枠で2018年1月期に放送された名取裕子&麻生祐未ダブル主演の刑事ドラマ『特命刑事 カクホの女』の続編作品『特命刑事 カクホの女2』を放送開始（初回は21時48分までの2時間SP、 - 12月6日）[322][323]。また12月6日の最終回ではコラボレーション企画として同枠で2020年1月24日から開始された『駐在刑事 Season2』で主人公・江波敦史警官役の寺島進がゲスト出演した[324]。
- 19日
  - （18日深夜）テレビ東京系「ドラマ25」枠10月期作品として、『ひとりキャンプで食って寝る』を放送開始（ - 12月28日（27日深夜））。三浦貴大と夏帆が隔週でダブル主演を務め、それぞれがひとりキャンプを満喫するというオリジナル作品[325]。
  - NHK総合『土曜ドラマ』枠で、映画『男はつらいよ』シリーズの主人公・車寅次郎の少年時代を描いた『少年寅次郎』を放送（全5回、- 11月16日）。映画監督・山田洋次の小説『悪童 小説 寅次郎の告白』を原作に岡田惠和の脚本、井上真央の主演で放送。共演に毎熊克哉、石丸幹二ら[326]。
- 20日
  - （19日深夜）テレビ大阪・BSテレ東「真夜中ドラマ」枠10月期作品として、2018年10月期に放送され、渡辺裕之と須賀健太が寿司屋の親子役に扮する『江戸前の旬 Season2』を放送開始（ - 2020年1月5日（4日深夜）、BSテレ東 4Kでも放送）[327]。
  - NHKはこの日、東京スタジアムにて開催のラグビーワールドカップ2019準々決勝：日本 vs 南アフリカ（キックオフ19時15分）の試合を総合テレビで18時5分から21時50分まで生中継したことから[328]、当日放送予定の大河ドラマ『いだてん〜東京オリムピック噺〜』の地上波での放送は休止し、翌週（10月27日）に繰延した[329]。
  - TBS系「日曜劇場」10月期作品として、木村拓哉が主演を務める『グランメゾン東京』を放送開始[330][331]。木村の主演は令和初で、本作品では天才シェフ役を演じる。共演に鈴木京香、玉森裕太（Kis-My-Ft2）、尾上菊之助、及川光博、沢村一樹ら（初回は25分拡大・第2回は15分拡大・最終回は30分拡大、 - 12月29日）[330][332]。また主題歌は山下達郎が手掛ける。山下が木村主演作品で主題歌を担当するのは2003年1月期に同枠で放送された『GOOD LUCK!!』以来16年ぶり[331]。なお、初回は日本シリーズ中継延長のため50分遅れで開始（21時50分 - 23時09分）となった[333]。
- 21日 - テレビ東京系「ドラマBiz」第7弾作品として、現共同テレビプロデューサーである栗原美和子の実体験を基にしたオリジナル作品で、中谷美紀がシングルマザーでありながら総合商社に勤務するキャリアウーマン役に扮する『ハル〜総合商社の女〜』を放送開始（初回は15分拡大、 - 12月9日）[334]。
- 22日 - NHK連続テレビ小説『スカーレット』の同日放送分（第4週・20話）はこの日、総合テレビでは即位の礼関連のニュースを放送する関係上、通常より15分早く7時45分 - 8時、再放送は12時30分 - 12時45分に繰り上げて放送（BSプレミアムは変更なし）[335][336]。
- 22日 - 28日 - 日本テレビ系朝の情報番組『ZIP!』で放送されていた『生田家の朝』の予定の残り5話分を別の家族に置き換え、同じくバカリズムが脚本を手掛ける『緑山家の朝』として制作・放送。登場人物は夫婦に設定変更し、バカリズム本人と平岩紙が夫婦役で出演、夫婦の会話を展開する内容となった[275]。
- 24日 - 【訃報】TBS系『岸辺のアルバム』（1977年）を始めとして数々のテレビドラマ・映画に出演した女優の八千草薫がこの日の朝、膵臓癌のため死去（88歳没）[337]。八千草は4月に放送が開始されたテレビ朝日系『やすらぎの刻〜道』にヒロイン役として出演予定だったが癌の療養のため降板していた[338]。→4月8日の出来事も参照
- 26日 - NHKはこの日『ラグビーワールドカップ2019』の準決勝「イングランド×ニュージーランド」戦を総合テレビにて16時40分 - 19時（一部時間帯は012サブチャンネルを使用）で生中継したため、当日放送予定であった土曜時代ドラマ『大富豪同心』（総合 18時5分 - 18時43分）については翌週に繰延して改めて放送した[339]。
- 29日 - NHKはこの日、お笑いコンビ・チュートリアル（吉本興業所属）の徳井義実の納税不祥事問題を受け、第41話（11月3日放送）より徳井が東京五輪女子バレーボール日本代表監督・大松博文役で出演する予定だった大河ドラマ『いだてん〜東京オリムピック噺〜』について、「徳井氏の新たな出演・収録は今後見合わせ、収録済のものについては可能な限り出演場面をカットする」ことを発表した[340][注 20]。
- 30日 - 【訃報】TBS系『水戸黄門』やテレビ朝日系『暴れん坊将軍』『電撃戦隊チェンジマン』（ギルーク司令官役）など、時代劇・現代劇・特撮作品などで数多くの悪役を演じた山本昌平がこの日、肺炎のため東京都内の病院で死去（82歳没）。訃報は1か月後の11月28日に公表された[344]。
- 31日 - 【訃報】日本テレビ系『特ダネ記者』（1966年）やNHK大河ドラマ『国盗り物語』（1973年）など、数々のテレビドラマ・映画・舞台で名脇役として活躍した俳優の山谷初男がこの日、間質性肺炎のため秋田市内の病院で死去（85歳没）。死去は11月3日に判明した[345][346]。

### 11月
- 1日 - 【訃報】俳優の勝新太郎・女優の中村玉緒夫妻の長男で、2003年に放送されたNHK大河ドラマ『武蔵 MUSASHI』にも出演した俳優の鴈龍がこの日、滞在先の名古屋市内で急性心不全のため死去していたことが12月3日に判明した（55歳没）[347]。
- 2日
  - テレビ朝日系「土曜ナイトドラマ」枠にて、昨年4月期に同枠で放送された『おっさんずラブ』の続編作品となる『おっさんずラブ-in the sky-』を放送開始。今回は航空業界を舞台に、主演の田中圭がキャビンアデンタントに、共演の吉田鋼太郎が機長役に扮する。また千葉雄大、戸次重幸らが新たに加わる（ - 12月21日）[348]。
  - NHK BSプレミアムにて、9月28日に終了した連続テレビ小説『なつぞら』のスペシャル番組として『なつぞらSP 秋の大収穫祭』（19時 - 20時59分）を放送。同番組ではヒロイン「奥原なつ」役を務めた広瀬すずと、なつの祖父「柴田泰樹」役の草刈正雄が進行役を務め、名場面集や未公開映像のほか、スピンオフ新作ドラマとして『とよさんの東京物語』（出演：高畑淳子、他）と『十勝男子、愛を叫ぶ!』（出演：山田裕貴、福地桃子他）の2本を放送した[349]。なお、同特番直前（18時15分 - 19時枠）にて密着ドキュメント特番『なつぞら紀行〜柴田牧場はこうして生まれた〜』（最終回当日、北海道地区の総合テレビにて放送[注 21]）を全国放送した[350]。
- 3日
  - 【訃報】1970年代に一世を風靡した「NHK少年ドラマシリーズ」の『まぼろしのペンフレンド』（1974年）、『なぞの転校生』（1975年）、『幕末未来人』（1977年）等の原作者であるSF作家の眉村卓がこの日早朝、誤嚥性肺炎のため死去（85歳没）[351]。
  - 【追悼】NHK総合『あの日 あのとき あの番組』のこの日の放送にて、10月24日に死去した女優の八千草薫（88歳没）を追悼し「“永遠のマドンナ”八千草薫さんをしのんで」と題し、鶴田浩二（1987年没）が演じた主役の「磯島周吉」の妻「磯島由子」役で出演した1986年放送のドラマ『シャツの店』（脚本：山田太一）[注 22]をアンコール放送した。
  - NHK BSプレミアム「プレミアムドラマ」枠にて、塩田武士の小説を原作とするジャーナリズムを題材としたドラマ『歪んだ波紋』（主演：松田龍平、共演：松山ケンイチ、ほか）を放送開始（全8回、 - 12月22日）。
- 5日（4日深夜）- テレビ東京系「ソコアゲ★ナイト月曜版」枠において、『知らない人んち (仮)  〜あなたのアイデア、来週放送されます!〜』を放送開始（全4回、 - 11月26日〈25日深夜〉）。筧美和子演じるYouTuber・きいろがシェアハウスに潜入取材をするというオリジナル作品で、視聴者によるnote (配信サイト)への投稿内容をもとにシナリオの続きを展開させるという実験ドラマ[352]。
- 9日 - フジテレビ系「土曜プレミアム」枠にて、タモリがストーリーテラーを務めるホラーオムニバスドラマ『世にも奇妙な物語 '19秋の特別編』を放送。今回は『鍋蓋』（主演：杉咲花）、『恋の記憶、止まらないで』（主演：斉藤由貴）、『コールドスリープ』（主演：ムロツヨシ）、『ソロキャンプ』（主演：板尾創路）、そして『恵美論』（主演：白石聖）の計5本を放送した。
- 11日 - 【訃報】1960年代に日本で放送された アメリカ合衆国ABC製作のテレビドラマ『奥さまは魔女』（日本ではTBS系で放映）のナレーションを担当したことで知られ、俳優としても『浅見光彦シリーズ』（TBS系）などに出演歴がある声優・俳優の中村正がこの日、胆嚢炎に起因する敗血症のため死去（89歳没）[353]。
- 13日 - いずれも【訃報】
  - 『忍者部隊月光』（1964年、国際放映・フジテレビ系）や、『快傑ライオン丸』（1972年、ピー・プロダクション・フジテレビ系）、『愛の戦士レインボーマン』（1972年、東宝・NETテレビ系）などの特撮作品や、時代劇では『吉宗評判記 暴れん坊将軍』（1977年 - 、東映・テレビ朝日系）を手掛けるなど、数多くのテレビドラマに携わった脚本家の田村多津夫がこの日、肺がんのため東京都内の自宅で死去（87歳没）[354]。
  - 2004年放送の『WATER BOYS2』（フジテレビ系）でデビューし、その後は数々のテレビドラマや映画、舞台などで幅広く活動した俳優の滝口幸広がこの日未明、突発性虚血心不全のため死去（34歳没）[355]。
- 16日 - WOWOW「土曜ドラマW」枠で、松下奈緒が新人のヘッドハンター役に扮する『引き抜き屋〜ヘッドハンターの流儀〜』を放送開始。共演に内田有紀、小手伸也ら（全5回、 - 12月14日）[356][357]。
- 17日 - 【訃報】1970年代後半に話題を集めた資生堂のシャンプー・リンス製品『バスボン』の初代CMガールとして人気を集め、アイドル歌手としても『恋人試験』などの楽曲をヒットさせ、女優としても『三男三女婿一匹』（第1シリーズ、1976年 - 1977年、TBS・テレパック）にレギュラー出演するなど幅広く活躍した歌手・タレントの松本ちえこがこの日、大動脈瘤破裂のため死去（60歳没）。訃報は12月6日に判明した[358]。
- 18日 - 【訃報】TBS系「ポーラテレビ小説」『安ベエの海』（1969年）にて当時19歳で主演に抜擢され本格的に役者としてデビューし、その後も数々のテレビドラマ・映画に出演するなど精力的に活動した女優の木内みどりがこの日、急性心臓死のため死去（69歳没）[359]。
- 20日 - 【宮城県】東北放送（TBCテレビ）が開局60周年記念ドラマとして、東北地方太平洋沖地震（東日本大震災）から8年を経て立ち直ろうとする人々を描くスペシャルドラマ『小さな神たちの祭り』をこの日のゴールデンタイム枠（20時 - 21時54分、テレビユー福島でも同時ネット）で放送。内館牧子が脚本を担当し、地元（宮城県多賀城市）出身の千葉雄大が主演を務めた[360][361]。
- 21日 - NHKは、2020年（令和2年）「大河ドラマ」第59作として放映予定の『麒麟がくる』（2020年1月 - 12月予定）に於いて斎藤道三の娘「帰蝶」役で出演する予定だった女性俳優が不祥事により降板、その代役に川口春奈が決定したことを発表した[362]。
- 24日 - フジテレビ系の日曜18時半枠で長年親しまれているアニメ『サザエさん』の放送開始50周年を記念して、20年後のサザエさん一家について描くスペシャルドラマ『磯野家の人々〜20年後のサザエさん〜』（20時 - 21時54分[注 23]）を放送[363]。サザエ役を天海祐希、マスオ役を西島秀俊、カツオ役を濱田岳、ワカメ役を松岡茉優、タラオ役を成田凌、波平役を伊武雅刀、フネ役を市毛良枝[364]、さらにテレビアニメには登場していないサザエの娘「フグ田ヒトデ」役を桜田ひよりが演じた[365]。
- 24日・12月1日 - テレビ朝日系「日曜プライム」枠にて、上川隆也主演の刑事ドラマシリーズ『遺留捜査』の新作スペシャルを2夜連続で放送。第1週は南野陽子ら、第2週は宇梶剛士らがゲスト出演した。
- 28日 - 【訃報】東映の特撮監督として1960年代後半に『ジャイアントロボ』『河童の三平 妖怪大作戦』（共にNETテレビ）を始めとする特撮作品を手掛け、東映特撮の基礎を築き、映画の特撮でも名を知られた特撮カメラマン・撮影監督の矢島信男がこの日死去（91歳没）[366]。
- 29日 - 【訃報】日本テレビ・読売テレビ系テレビアニメ『巨人の星』の花形満役や同系アニメ『ルパン三世』の二代目石川五ェ門役などで知られる声優で、NHKの連続テレビ小説『おはなはん』や大河ドラマ『源義経』（共に1966年）などに俳優として出演した経歴を持つ井上真樹夫がこの日午前、持病の狭心症悪化による急性心臓死のため千葉県内の自宅で死去（80歳没）。訃報は12月2日に所属事務所の青二プロダクションから発表された[367][368]。

### 12月
- 1日 - 日本テレビ系でこの日放送された明石家さんま（落語家・タレント・司会者・俳優）を題材としたバラエティ特番『誰も知らない明石家さんま』の第5弾（19時 - 21時54分）内にて、ドラマ『さんまが泣いた日』を放送。脚本をお笑い芸人でありながら小説家の肩書きも持つ又吉直樹が担当。主役のさんまを成田凌が、またさんまの師匠である笑福亭松之助を小日向文世がそれぞれ演じた[369]。
- 3日 （2日深夜） - テレビ東京系「ソコアゲ★ナイト月曜版」枠において、シチュエーションコメディ『ウレロ☆シリーズ』の約4年ぶりの新作にしてシリーズ第5作となる『ウレロ☆未開拓少女』を放送（全4回、 - 12月24日〈23日深夜〉）。レギュラーの劇団ひとり、バカリズム、東京03、早見あかりらはそのまま続投し、新たに福原遥が正式レギュラーとなる[370]。
- 4日 - 【訃報】主に舞台演劇で活躍し、テレビドラマではTBS系「ナショナル劇場」枠で放映された警察ドラマ『こちら本池上署』にて、2004年の第4シリーズ及び2005年の第5シリーズで脚本を担当した脚本家の中島淳彦がこの日、多臓器不全のため死去（58歳没）[371]。
- 7日
  - フジテレビ系
  - 【映画】この日の「土曜プレミアム」枠にて、過去に「木曜劇場」（2008年7月期）「月9」（2010年1月期・2017年7月期）にて全3作放送された医療ドラマシリーズ『コード・ブルー -ドクターヘリ緊急救命-』（出演：山下智久、新垣結衣、戸田恵梨香、比嘉愛未、浅利陽介、他）の劇場版映画『劇場版コード・ブルー -ドクターヘリ緊急救命-』（2018年公開）を地上波初、且つ完全ノーカットで放送（20時 - 23時10分）。なお、映画の直前番組として、実際の医療現場に密着したドキュメンタリーの第2弾『実録 ドクターヘリ緊急救命2 〜命の現場最前線〜』（19時 - 20時）を放送した[372]。
  - 東海テレビ制作・フジテレビ系「オトナの土ドラ」枠において、中山七里原作の小説をドラマ化した『悪魔の弁護人・御子柴礼司〜贖罪の奏鳴曲（ソナタ）〜』を放送開始。主役の御子柴礼司役を要潤が演じ、共演に6年ぶりの連続ドラマ出演となるベッキー、津田寛治ら[373]（ - 2020年1月25日）[374]。
- 8日 - 【追悼】TBS系CS放送・TBSチャンネル2にてこの日、3月26日に死去した萩原健一（俳優）の追悼特別編成を実施。11時からはオリジナル特番『ショーケンFOREVER 追悼・ボクらが知ってる萩原健一さん』を放送し、続く12時5分から、1993年7月期に「日曜劇場」で放送された萩原主演ドラマ『課長サンの厄年』をスペシャルを含む全話を一挙放送。また同チャンネルでは12月中、過去にTBS系列で放送された萩原出演のドラマを多数放送した[375]。
- 12日
  - 【訃報】東映の映画俳優としてデビューし、『仁義なき戦い』などの映画やTBS系『明日の刑事』（1977年 - 1979年、大映テレビ室〈現・大映テレビ〉）、日本テレビ系『大激闘マッドポリス'80』（1980年、東映）など、数々の映画・テレビドラマに出演した梅宮辰夫がこの日の朝、慢性腎不全のため神奈川県内の病院で死去（81歳没）[376][377]。死去を受け、遺作となったテレビ朝日系『やすらぎの刻〜道』のこの日の放送では本編の最後で梅宮を追悼するメッセージをテロップで流した[378]。
  - 【不祥事・DVD・Blu-ray】テレビ朝日系で5月22日から26日まで5夜連続放送した『白い巨塔』の2020年1月8日発売予定だったDVD-BOX及びBlu-ray BOXについて、重要な役を演じた女優が麻薬及び向精神薬取締法違反により逮捕・起訴されたことを受けて発売を見送ったことをドラマ公式サイトにて発表した[379]。→5月22日 - 26日の出来事参照
- 13日・20日（12・19日深夜） - 読売テレビ制作・日本テレビ系「木曜ドラマF」枠にて、2018年7月期に同枠で放送された『探偵が早すぎる』の続編スペシャル（前後編、全2話）を放送。主演は前回の連続シリーズから引き続き滝藤賢一と広瀬アリス、共演に水野美紀、田辺誠一、大和田伸也ら。なお、同枠作品で続編が放送されるのは同作が初となる。
- 14日 - 【追悼】12日に梅宮辰夫が死去した（前述）ことを受け、テレビ朝日（関東ローカル）では2005年8月7日に放送された『特命係長 只野仁スペシャル』（高橋克典主演）を「追悼特別編成」として放送（13時 - 14時59分）[380]。
- 16日 - 【視聴率】NHK大河ドラマ『いだてん〜東京オリムピック噺〜』の全47話平均視聴率が、関東地区では8.2%（世帯・リアルタイム）となり、『平清盛』と『花燃ゆ』の12.0%を下回る歴代最低記録だったことが、ビデオリサーチから発表された[381]。
- 21日 - フジテレビ系「土曜プレミアム」枠にて、横溝正史原作のスペシャルドラマ第2弾となる『悪魔の手毬唄〜金田一耕助、ふたたび〜』を放送（21時20分 - 23時30分）。主人公「金田一耕助」役は前作から引き続き加藤シゲアキ（NEWS）が演じる。本作で事件に巻き込まれる三人の女性役に斉藤由貴、国生さゆり、有森也実[382]、また事件の鍵となる村娘役に大野いと、大友花恋、菅野莉央[383]がそれぞれ出演したほか、かつて横溝原作のドラマで耕助役を演じた古谷一行が耕助の相棒・磯川警部役で出演した[384]。
- 23日 - 【訃報】松竹新喜劇の幹部として座頭の藤山寛美や3代目渋谷天外を支え、2006年下期のNHK連続テレビ小説『芋たこなんきん』などテレビドラマにも出演歴を持つ舞台俳優の小島慶四郎がこの日老衰のため死去（88歳没）[385]。
- 23日 - 26日 - NHK Eテレの放送開始60周年を記念して、Eテレ番組を彩ってきた名曲「Eうた」をテーマにした歌とドラマからなる『Eうた♪ドラマ 歌のおじさん Eたん』を4日連続、1日10分枠にて放送。ドラマパートではお笑いコンビ・カラテカの矢部太郎が歌の妖精「Eたん」を、倉悠貴が中学生の少年「コウキ」をそれぞれ演じるほか、 岡崎体育、菊池風磨（Sexy Zone） 、秋山竜次（ロバート）、YOUらが出演した（音楽企画は2019年のテレビ (日本)#12月下期を参照）[386]。
- 26日 - NHKのコントバラエティ番組『LIFE!〜人生に捧げるコント〜』（不定期放送）の製作チームが手掛けるスペシャルドラマの第2弾となる『忍べ!右左エ門 〜THE SKY ATTACK〜』をこの日、総合テレビで22時より放送（ - 23時20分）。主人公「右左エ門」役は内村光良（ウッチャンナンチャン、お笑いタレント・司会者）が務め、共演にはバカリズム、生田絵梨花（乃木坂46）、向井理、伊藤健太郎、杉咲花らが脇を固めるほか、田中直樹、塚地武雅、中川大志、ムロツヨシら『LIFE!』でおなじみのメンバーも出演する。同ドラマはBS4Kでも放送予定[387]。
- 27日 - 【訃報】フジテレビ系『古畑任三郎』や『世にも奇妙な物語』、日本テレビ系で2003年4月期に土曜ドラマ枠で放送された『ぼくの魔法使い』など、数多くのテレビドラマに出演した女優の神田時枝がこの日早朝、老衰のため逝去（100歳没）。訃報は2020年1月6日に所属する東京俳優生活協同組合の公式サイトにて公表された[388]。
- 28日 - テレビ東京系で『サ道 2019年末SP-北の聖地でととのう-』を放送（16時 - 17時）。7月期に「ドラマ25」枠で放送された『サ道』のスペシャル版で、原田泰造演ずるナカタが北海道サウナツアーの旅に出る[389]。
- 29日（28日深夜） - テレビ東京で特別ドラマ『天 赤木しげる葬式編』を放送（0時55分 - 2時50分）。2018年にドラマパラビで放送された『天 天和通りの快男児』の続編で、ドラマ化されていなかった原作漫画の終盤が実写化される。引き続き、赤木しげる役は吉田栄作が演じる。11月11日には動画配信サービスParaviで完全版が先行配信された[390]。
- 30日- NHKではこの日、総合テレビ・BS4K・BS8Kの3波にて大正時代の小説家・芥川龍之介の『上海游記』などを原案にしたスペシャルドラマ『ストレンジャー〜上海の芥川龍之介〜』（ A Stranger in Shanghai）を75分枠で放送（21時 - 22時15分）。本作では渡辺あやがシナリオを担当、主役の芥川を松田龍平が演じる。共演に岡部たかし、中村ゆり、奈緒ら[391]。
- 31日 - テレビ東京系及び一部独立放送局で、松重豊主演の人気シリーズドラマの大晦日スペシャル版『孤独のグルメ 2019大晦日スペシャル 緊急指令!成田〜福岡〜釜山 弾丸出張編!』を放送（22時 - 23時30分）[392][393]。同ドラマの大晦日スペシャル版放送は3年連続となる。

### 2020年以降のテレビドラマに関する情報
- NHKは2021年度大河ドラマとして、日本の近代経済を築き上げた大立役者である渋沢栄一の生涯を描く『青天を衝け』を製作・放映することを9月9日に発表。渋沢を演じる主演俳優として吉沢亮を起用[394]。
- 2020年予定

## 2019年のテレビドラマ

### NHKの主なテレビドラマ

#### 特集ドラマ (NHK)
- 母、帰る〜AIの遺言〜[395]
  - 1月5日[注 24]
  - 作：三國月々子
  - 出演：柳楽優弥、岸本加世子、市川実日子、野間口徹、奥田瑛二、他

- ベトナムのひかり〜ボクが無償医療を始めた理由〜[396]
  - 1月12日[注 24]
  - 作：後藤法子
  - 出演：濱田岳、他

- ちょい★ドラ2019[397]
  - 1月12日（総合）
  - 作：上田誠（「ダークマターな女」）、野田慈伸（「尽くす女」）、ペヤンヌマキ（「斬る女」）
  - 出演：伊藤沙莉、千葉雄大、岡山天音

- ふるカフェ系 ハルさんの休日　スペシャルドラマ
  - 5月15日（BSプレミアム）
  - 出演：渡部豪太

- ネコ的人生論ドラマ 捨て猫に拾われた男（公式サイト）
  - 7月12日・19日（総合）
  - 原作：梅田悟司
  - 出演：市原隼人、中村ゆり、奥田恵梨華、平原テツ、希代彩、津田寛治、ミッキー・カーチス

- 夢食堂の料理人〜1964東京オリンピック選手村物語〜[223]
  - 7月23日（総合）
  - 作：鈴木聡
  - 出演：高良健吾、松本穂香、市川猿之助、他

- 聖☆おにいさん 第II紀[398]
  - 10月5日・12日（総合）
  - 原作：中村光『聖☆おにいさん』
  - 出演：松山ケンイチ、染谷将太 他

- リバイバルドラマ Ｗの悲劇[399][400]
  - 11月23日（BSプレミアム）
  - 原作：夏樹静子
  - 出演：土屋太鳳、中山美穂、他

- ドキュメンタリー&ドラマ パラレル東京[注 25][401]
  - 12月2日 - 5日（総合）
  - 出演：小芝風花、高橋克典、他

- Eうた♪ドラマ『歌のおじさん Eたん』[386]（公式サイト）
  - 12月23日 - 26日（Eテレ）
  - 脚本：松居大悟
  - 音楽監修：亀田誠治
  - 出演：矢部太郎、倉悠貴、池田朱那、池松壮亮、岡崎体育、菊池風磨、小林よしひさ、本多力、秋山竜次、YOU

### 日本テレビ系の主なテレビドラマ

#### スペシャルドラマ (日本テレビ系)
- 栄子と直美のワーキングブルース
  - 2月24日（13時15分 - 14時15分）
  - 企画・演出：橋本和明
  - 脚本：森ハヤシ、他
  - 出演：（番組MC）小池栄子、渡辺直美 / （CA編）朝比奈彩、長谷川朝晴、他 /（パティシエ編）ブルゾンちえみ、鳥越裕貴、小池里奈、他 / （女医編）市川由衣、前田公輝、南里美希、他 /（保育士編）佐藤栞里、吉村卓也、他

- もみ消して冬 2019夏〜夏でも寒くて死にそうです〜[186]
  - 6月29日
  - 脚本：金子茂樹
  - 出演：山田涼介、波瑠、小澤征悦、他

- さんまが泣いた日
  - 12月1日（※『誰も知らない明石家さんま』第5弾内で放送）[369]
  - 脚本：又吉直樹
  - 出演：成田凌、小日向文世、他

### テレビ朝日系の主なテレビドラマ

#### スペシャルドラマ (テレビ朝日系)
- ラッパーに噛まれたらラッパーになるドラマ - 制作：MMJ（公式サイト）
  - 7月12日・7月13日
  - 脚本：渡部亮平
  - 出演：小芝風花、他

- 検事・佐方 〜裁きを望む〜 - 制作：テレビ朝日・東映
  - 12月26日
  - 原作：柚月裕子「裁きを望む」（KADOKAWA『検事の信義』所収）
  - 出演：上川隆也、松下由樹、渡辺大、水崎綾女、池内万作、利重剛、黄川田将也、立石涼子、津嘉山正種、松尾貴史、石野真子、伊武雅刀

系列局ローカル
- オカンは俺より野球が好き - 制作：愛媛朝日テレビ
  - 2月18日（愛媛地区）
  - 脚本・監督 : 渡部亮平
  - 出演：坂井真紀、泉澤祐希、水田信二（和牛）、他

- チャンネルはそのまま! - 制作：北海道テレビ放送[95]
  - 3月18日 - 3月22日（北海道地区）[96]
  - 原作：佐々木倫子『チャンネルはそのまま!』（小学館ビッグスピリッツコミックス）
  - 総監督：本広克行
  - 出演：芳根京子、鈴井貴之、安田顕、大泉洋、泉谷しげる、根岸季衣、他[96]

- サウナーマン〜汗か涙かわからない〜 - 制作：朝日放送テレビ[402]。
  - 8月26日（25日深夜） - 11月11日（10日深夜）（関西地区）
  - 監督・脚本：市井昌秀
  - 出演：眞島秀和、他[403]

### TBS系の主なテレビドラマ

#### スペシャルドラマ (TBS系)
系列局ローカル
- TBCテレビ60周年記念ドラマ 小さな神たちの祭り - 制作：東北放送、制作協力：TBS SPARKLE（公式サイト）[361]
  - 11月20日（宮城・福島地区。以後一部JNN系列局でも放送）
  - 脚本：内館牧子
  - 出演：千葉雄大、土村芳、吉岡秀隆、サンドウィッチマン、他

### テレビ東京系の主なテレビドラマ

#### スペシャルドラマ (テレビ東京系)
- テレビ大阪スペシャルドラマ 愛しのナニワ飯 - 制作：テレビ大阪（公式サイト）[191]
  - 7月6日
  - 脚本・監督：有働佳史
  - 出演：板野友美、甲本雅裕、他

- ドラマスペシャル 今野敏サスペンス 聖域 警視庁強行犯係・樋口顕 - 制作：テレビ東京・ユニオン映画（公式サイト）
  - 9月2日
  - 原作：今野敏
  - 脚本：坂上かつえ
  - 出演：内藤剛志、佐野史郎、川上麻衣子、逢沢りな、片山萌美、榎木孝明、矢田亜希子、他

- 佐藤二朗と斎藤工が行きたくない街No.1名古屋のドラマに出演するにあたり色々考えてみた - 制作：テレビ愛知・共同テレビ（公式サイト）[266]
  - 9月22日
  - 出演：佐藤二朗、斎藤工、他

- ドラマスペシャル あの家に暮らす四人の女 - 制作：テレビ東京・テレパック（公式サイト）[273]
  - 9月30日
  - 原作：三浦しをん『あの家に暮らす四人の女』（中央公論新社刊）
  - 脚本：吉田紀子
  - 出演：中谷美紀、吉岡里帆、永作博美、宮本信子、他

- さすらい署長スペシャル 金沢〜輪島・金箔殺人事件（公式サイト）
  - 11月4日
  - 原案：中津文彦『さすらい署長 風間昭平』シリーズ（光文社文庫）
  - 脚本：いずみ玲
  - 出演：北大路欣也、麻生祐未、宅麻伸、他

- ミステリー特別企画 特命おばさん検事! 花村絢乃の事件ファイルスペシャル - 制作：テレビ東京・Joker（公式サイト）
  - 12月20日
  - 脚本：深沢正樹
  - 出演：麻生祐未、内山理名、中山優馬、温水洋一、他

- 年末スペシャルドラマ ちょこっと京都に住んでみた。 - 制作：テレビ大阪・松竹撮影所（公式サイト）
  - 12月29日
  - 脚本：横幕智裕
  - 出演：木村文乃、近藤正臣、他

### フジテレビ系の主なテレビドラマ
- 花にけだもの〜Second Season〜（公式サイト）
  - 8月27日 - 9月24日（全5回）
  - 原作：杉山美和子「花にけだもの」（小学館刊）
  - 出演：中村ゆりか、杉野遥亮、松尾太陽、甲斐翔真、入山杏奈（AKB48）、稲葉友、篠田麻里子、青柳翔、他

系列局ローカル
- 猪又進と8人の喪女〜私の初めてもらってください〜 - 制作：関西テレビ・BSフジ（公式サイト）[404]
  - 10月25日（24日深夜） - 12月13日（12日深夜）（全8回、予定）
  - 脚本・監修：森田哲矢（さらば青春の光）
  - 出演：森田哲矢、岡崎紗絵、他

#### スペシャルドラマ (フジテレビ系)
- プリンセス美智子さま物語 知られざる愛と苦悩の軌跡
  - 4月30日（※『FNN報道スペシャル 平成の大晦日 令和につなぐテレビ 知られざる皇室10の物語』内で放送）[405]
  - 出演：永作博美、他

フジテレビヤングシナリオ大賞
- 第30回フジテレビヤングシナリオ大賞 ココア（公式サイト）[406]
  - 1月4日
  - 脚本：鈴木すみれ
  - 出演：南沙良、出口夏希、永瀬莉子、他

- 第31回フジテレビヤングシナリオ大賞 パニックコマーシャル（公式サイト）[407]
  - 12月17日（16日深夜）
  - 脚本：中村允俊
  - 演出：西岡和宏
  - 出演：赤楚衛二、北原里英、田中要次、他

系列局ローカル
- KTS鹿児島テレビ開局50周年記念ドラマ 前田正名〜龍馬が託した男〜 - 制作：鹿児島テレビ、制作協力：松竹（公式サイト）[65]
  - 2月5日（鹿児島地区。以後各フジテレビ系列局・テレビ山梨（TBS系）・BSフジで放送）
  - 脚本：吉田紀子
  - 出演：迫田孝也、本仮屋ユイカ、高橋光臣、窪塚俊介、宮川一朗太、他

### 独立局の主なテレビドラマ
- おいしい給食
  - 10月20日 - 12月
  - 出演：市原隼人、武田玲奈、佐藤大志、豊嶋花、辻本達規、いとうまい子、酒向芳、他

### BS放送の主なテレビドラマ

#### BS日テレ・BS日テレ 4Kのテレビドラマ
- パパ、はじめました（公式サイト）
  - 9月4日（3日深夜） - 11月20日（19日深夜）
  - 出演：黒羽麻璃央、植田圭輔、水江建太、早坂ひらら、長谷川忍（シソンヌ）、森田哲矢（さらば青春の光）他

#### BS朝日・BS朝日4Kのテレビドラマ
- 4K大型時代劇スペシャル 紀州藩主 徳川吉宗 - 制作：BS朝日・東映（公式サイト）
  - 2月8日（再放送：10月18日）[408]
  - 脚本：長谷部幕臣王
  - 監督：濱龍也
  - 出演：山本耕史、渡辺大、渡辺麻友、芦名星、戸塚純貴、正名僕蔵、梶原善、津田寛治、林家三平、宮崎美子、小野武彦、吹越満、中村梅雀、他
- 4K時代劇スペシャル 無用庵隠居修行3 - 制作：テレビ朝日・BS朝日・松竹（公式サイト）[259]
  - 9月13日
  - 原作：海老沢泰久「無用庵隠居修行」（文春文庫）
  - 脚本：土橋章宏
  - 監督：吉川一義
  - 出演：水谷豊、岸部一徳、檀れい、他

#### BSフジ・BSフジ4Kのテレビドラマ
- ウイスキペディア（BSフジによる番組紹介サイト）（番組オフィシャルサイト）
  - 12月5日（「木曜☆ラボ」として月1回放送）
  - ドラマ部分脚本・監督：有働佳史
  - ドラマ部分出演：福山翔大、倉田英二

- BARレモン・ハート 年末スペシャル ※2部構成
  - 12月30日（19:00-20:55・21:00-22:55）
  - 原作：古谷三敏
  - 出演：中村梅雀、川原和久、松尾諭、（第1部ゲスト）竜雷太、（第2部ゲスト）星野真里、升毅、渋谷謙人、他

#### BS12 トゥエルビのテレビドラマ
- のの湯
  - 4月14日 - 6月23日（全11回）
  - 原作：久住昌之
  - 出演：奈緒、都丸紗也華、高橋ユウ、根岸季衣、他